# 2025年の日本プロ野球
2025年の日本プロ野球（2025ねんのにほんプロやきゅう）では、2025年の日本プロ野球（NPB）における動向をまとめる。

## できごと

### 1月
- 6日
  - 東北楽天ゴールデンイーグルスは、石井一久の統括ゼネラルマネージャーへの就任を発表[1]。
  - 埼玉西武ライオンズは、元シカゴ・カブスのトレイ・ウィンゲンターの獲得を発表、背番号は45[2]。
  - 千葉ロッテマリーンズは、石川歩、石川柊太、石川慎吾の背ネームを発表。それぞれ｢ISHIKAWA｣、｢S.ISHIKAWA｣、｢SHINGO.I｣となる[3]。
  - 北海道日本ハムファイターズは、福谷浩司の背番号が41に決まったと発表[4]。
- 7日
  - 阪神タイガースは、元ニューヨーク・メッツ傘下1Aのスタンリー・コンスエグラと育成選手契約を締結、背番号は134[5]。また、合わせてジーン・アルナエスの背番号も133に決まったと発表[6]。
- 8日
  - 東北楽天ゴールデンイーグルスは、東京ヤクルトスワローズにFA移籍した茂木栄五郎の人的補償として、小森航大郎の獲得を発表[7]。
- 9日
  - オリックス・バファローズは、元オークランド・アスレチックス傘下3Aのジョーダン・ディアスを獲得を発表[8]。背番号は54[9]。
- 10日
  - 横浜DeNAベイスターズは、三森大貴の背番号が26に決まったと発表[10]。
- 16日
  - 福岡ソフトバンクホークスは、読売ジャイアンツにFA移籍した甲斐拓也の人的補償として、伊藤優輔の獲得を発表[11]。ソフトバンクがFAの補償として人的補償を選択するのは史上初であった。伊藤の背番号は42[12]。
  - 広島東洋カープは、オリックス・バファローズにFA移籍した九里亜蓮の補償を、金銭補償とすることを発表[13]。
  - 野球殿堂博物館、2025年の野球殿堂入りメンバーを以下の通り選出。
    - プレイヤー部門表彰者：イチロー・岩瀬仁紀
    - エキスパート部門表彰者：掛布雅之
    - 特別表彰者：富澤宏哉審判員[14]。
- 17日
  - オリックス・バファローズは、兵庫県南部地震（阪神・淡路大震災）の発生から今年で30年目を迎えるにあたり、今季ほっともっとフィールド神戸で行われる主催6試合において、ブルーウェーブ時代の復刻ユニフォームを着用すると発表[15]。
  - 埼玉西武ライオンズは、前オークランド・アスレチックスのタイラー・ネビンの獲得を発表、背番号は26[16]。
  - 中日ドラゴンズは、新外国人選手の背番号を発表。カイル・マラーが93、ジェイソン・ボスラーが24、ランディ・マルティネスが219[17]。
  - 東北楽天ゴールデンイーグルスは、小森航大郎の背番号が73に決まったと発表[18]。
- 18日
  - 阪神タイガースからポスティングシステムを利用してMLB移籍を目指していた青柳晃洋が、フィラデルフィア・フィリーズとマイナー契約[19]。
  - 千葉ロッテマリーンズからポスティングシステムを利用してMLB移籍を目指していた佐々木朗希が、ロサンゼルス・ドジャースとマイナー契約[20]。
- 25日
  - 中日ドラゴンズからポスティングシステムを利用してMLB移籍を目指していた小笠原慎之介が、ワシントン・ナショナルズと2年契約に合意[21]。
- 27日
  - 横浜DeNAベイスターズは、2025年シーズンのチームスローガンを『横浜奪首』に決定[22]。また、YOKOHAMA BLUEの2本のラインの左右にイエローのラインを加えた新ホームユニフォームのデザインも発表された[23]。また、2023年に在籍していたトレバー・バウアーの獲得をこの日に行われたファンイベント中に発表した。背番号は96[24]。
- 28日
  - 中日ドラゴンズは、元ワシントン・ナショナルズ傘下のナッシュ・ウォルターズの獲得を発表、背番号は94[25]。
  - 千葉ロッテマリーンズは、エルウィン・パラシオスとスティベン・アセベドの2選手を育成契約で獲得したことを発表[26]。
- 30日
  - 千葉ロッテマリーンズは、新加入選手の背番号を以下の通り発表[27]。
    - ブライアン・サモンズ：42
    - タイロン・ゲレーロ：97
    - エルウィン・パラシオス：139
    - スティベン・アセベド：140

### 2月
- 3日
  - オリックス・バファローズは、元ニューヨーク・メッツ傘下のエドワード・オリバレスの獲得を発表、背番号は36[28]。
- 6日
  - 中日ドラゴンズは、元フィラデルフィア・フィリーズのジュニオル・マルテの獲得を発表、背番号は52[29]。
- 10日
  - 千葉ロッテマリーンズは、元シアトル・マリナーズのオースティン・ボスの獲得を発表[30]。
- 14日
  - 東京ヤクルトスワローズは、元クリーブランド・ガーディアンズのペドロ・アビラの獲得を発表、背番号は11[31]。
  - 北海道日本ハムファイターズは、元米独立リーグ・ボイシ・ホークスのマイカ与那嶺と育成選手契約を締結したことを発表、背番号は150[32]。
- 17日
  - 東北楽天ゴールデンイーグルスは、育成選手の西口直人と支配下選手契約を締結したことを発表。背番号は062→62となる[33]。
  - オリックス・バファローズは、ジャリッド・デールと育成選手契約を締結したことを発表、背番号は125[34]。
- 19日
  - 東京ヤクルトスワローズは、メインマスコットキャラクターのつば九郎の当面の活動休止を発表[35]。
  - 千葉ロッテマリーンズは、オースティン・ボスの背番号が54に決まったと発表[36]。
- 20日
  - 阪神タイガースのファーム（二軍）新本拠地の日鉄鋼板SGLスタジアム尼崎を含む、ゼロカーボンベースボールパークが尼崎市に完成、竣工式を実施[37][38]。なお、本拠地機能の移転およびこけら落としは、3月1日の広島東洋カープとの春季教育リーグ試合[39]。
- 21日
  - オリックス・バファローズは、山岡泰輔がオンラインカジノを利用していた事が判明し、当分活動を自粛することを発表[40]。
- 22日
  - オープン戦開始、3月23日まで。
- 27日
  - 日本野球機構（NPB）は、オリックス・バファローズの山岡泰輔のオンラインカジノ利用事案を受け、オンラインカジノの利用について申告を求めた結果、全12球団中7球団の14人から申告があったと発表[41]。

### 3月
- 1日
  - 読売巨人軍の二軍施設が川崎市のよみうりランド内の読売ジャイアンツ球場から稲城市の南山東部地区に建設されたTOKYO GIANTS TOWN内のジャイアンツタウンスタジアムに移転し開業[42]。
- 7日
  - 阪神タイガースは、育成選手の工藤泰成と支配下選手契約を締結したことを発表。背番号は127→24となる[43]。
- 8日
  - 北海道日本ハムファイターズは、育成選手の松岡洸希と支配下選手契約を締結したことを発表。背番号は168→93となる[44]。
- 13日
  - 横浜DeNAベイスターズは、育成選手の庄司陽斗と九鬼隆平の両選手と支配下選手契約を締結したことを発表。背番号は庄司が122→91、九鬼が116→95[45]。
- 14日
  - ウエスタン・リーグ開幕[46]。
- 15日
  - イースタン・リーグ開幕[47]。
  - 読売ジャイアンツと阪神タイガースは、15日と翌16日の2日間、3月18日と3月19日に開催されるMLB東京シリーズで対戦するロサンゼルス・ドジャース、シカゴ・カブス両球団とプレシーズンマッチ（東京ドーム）[48]。
    - 12:00開始の阪神対カブスは 3-0 で阪神が勝利。
    - 19:00開始の巨人対ドジャースは 1-5 でドジャースが勝利。ドジャースの大谷翔平が3回表の第2打席で本塁打。
- 16日
  - 読売ジャイアンツ、阪神タイガースとMLBロサンゼルス・ドジャース、シカゴ・カブスによるプレシーズンマッチ2日目[48]。
    - 12:00開始の阪神対ドジャースは 3-0 で阪神が勝利。阪神の佐藤輝明が4回裏に本塁打。
    - 19:00開始の巨人対カブスは 2-4 でカブスが勝利。
- 24日
  - NPBはオンラインカジノ利用が発覚した8球団16名[注 1]に対し、制裁金として計1020万円を科すこと、全12球団とNPBが相当の金額を支出し、制裁金と合わせ計3,000万円をギャンブル依存症対策等に取り組む団体等に寄付することを発表[49]。
- 25日
  - 埼玉西武ライオンズは、育成選手の黒木優太と仲田慶介の両選手と支配下選手契約を締結したことを発表。背番号は黒木が136→54、仲田が140→00[50]。
  - 千葉ロッテマリーンズは、ファーム（二軍）本拠地の移転先候補について、千葉県君津市に決定しその旨を通知[51]。
- 27日
  - 昨年中日ドラゴンズから自由契約となっていた中島宏之が、自身のインスタグラムで現役引退を発表[52]。
- 28日
  - セントラル・リーグ、パシフィック・リーグともに公式戦開幕。
  - 北海道日本ハムファイターズが対埼玉西武ライオンズ1回戦（ベルーナドーム）に2-0で勝利。開幕戦の完封勝利は2008年以来球団17年振り[53]。同試合では西武の渡部聖弥が「5番・左翼」でスタメン出場。新人のクリーンアップでの開幕戦スタメン出場は2003年の後藤武敏（4番・一塁）以来球団22年振り[54]。
  - 福岡ソフトバンクホークス対千葉ロッテマリーンズ1回戦（みずほPayPayドーム福岡）で、ソフトバンクのリチャードが2回裏に、ロッテ先発の小島和哉が5球目を投じる瞬間にタイムを要求するも、認められず見逃し三振に終わるという珍事[55]。同試合で、ロッテの新人西川史礁が6回表に決勝タイムリー。新人の決勝打による開幕戦勝利は、チームとしては1997年の小坂誠以来28年ぶり3度目[56]。
  - 読売ジャイアンツが対東京ヤクルトスワローズ1回戦（東京ドーム）で0-5から逆転サヨナラ勝利。開幕戦での5点差以上の逆転勝利は2022年のヤクルトが対阪神タイガース戦で7点差を逆転して以来史上7度目で、球団では1998年と2014年の4点差を上回り史上最大点差[57]。
  - NPBは、3月27日のイースタンリーグ対横浜DeNAベイスターズ戦（バッティングパレス相石スタジアムひらつか）3回戦において、5分を超える異議申し立てを行う遅延行為により退場処分を受けていた埼玉西武ライオンズの小関竜也二軍監督に対し、厳重注意と5万円の制裁金を科したと発表[58]。
- 29日
  - 中日ドラゴンズの松葉貴大が、対横浜DeNAベイスターズ2回戦（横浜スタジアム）の5回に通算1000投球回達成、史上372人目[59]。また同試合で、松山晋也が一軍初登板から90回2/3で被本塁打0となり、それまでの最長記録であった米田哲也の89回2/3を69年ぶりに更新した[60][61]。
  - この日のパシフィック・リーグは3試合すべて延長戦で、ビジターの3チームが勝利（日本ハム3-2西武、楽天5-4オリックス、ロッテ5-4ソフトバンク）。ビジターチームの延長勝利が1日に3試合は、2024年5月24日（広島5-2DeNA、ヤクルト5-2中日、日本ハム4-3楽天、いずれも延長10回）以来だが、同一リーグだけでは1952年8月31日以来73年ぶり[62]。
- 30日
  - 福岡ソフトバンクホークスが、対千葉ロッテマリーンズ3回戦（みずほPayPayドーム福岡）に4-7で敗れ、開幕3連敗。南海ホークス時代の1988年以来37年ぶりで、本拠地開幕戦では球団史上初[63]。この試合の8回表、4-4の同点の場面でソフトバンクの杉山一樹の3球目が捕手の海野隆司の防具に挟まったことから、審判が三塁走者の和田康士朗の進塁とホーム生還を宣告する珍事が発生、これが決勝点となった[64]。
  - 北海道日本ハムファイターズが、対埼玉西武ライオンズ3回戦（ベルーナドーム）に7-5で勝利し、開幕3連勝。引き分けを挟まない開幕3連勝は、チームとしては東映フライヤーズ時代の1962年以来63年振り[65]。同試合では西武の中村剛也が8回に代打で出場し、伊東勤、栗山巧に次ぐ球団史上3人目の本拠地通算1000試合出場を達成[66]。
  - オリックス・バファローズ対東北楽天ゴールデンイーグルス3回戦(京セラドーム大阪)で、オリックスが毎回16安打を、楽天が毎回11安打をマーク。両軍毎回安打は2011年4月17日の福岡ソフトバンクホークス対埼玉西武ライオンズ戦以来14年ぶり、NPB通算7度目[67]。
- 31日
  - 読売ジャイアンツは、育成選手の戸田懐生と支配下選手契約を締結したことを発表。背番号は020→95となる[68]。
  - 北海道日本ハムファイターズは、プロ野球暴力団等排除対策協議会・一般社団法人日本野球機構事務局長より、「写真・動画等の撮影及び配信・送信規程」の運用について3月26日付で改善勧告を受けたと発表[69]。NPBでは今季より写真・動画の撮影及び配信に関する規程を定めており、ファンが撮影した動画を試合中にSNS等にアップする行為を制限していた。インプレー中に撮影したプレーヤーの写真、映像については試合後も含めてSNS等への公開は禁止されているが、日本ハムとしては規約内の「主催者が承認した場合」に該当すると判断し、「ライブ中継に準ずる行為でない限り」SNS等に動画や写真を投稿することを許容していた[70]。

### 4月
- 1日
  - 横浜DeNAベイスターズが今季4試合目となる対阪神タイガース1回戦（京セラドーム大阪）に7-1で勝利。DeNAの開幕からの失点は0→1→1→1の合計3点で、開幕から4試合連続で1失点以下に抑えたのはNPB史上初[71]。
- 2日
  - 中日ドラゴンズは、育成選手の三浦瑞樹と支配下選手契約を締結したことを発表。背番号は204→69となる[72]。
  - 読売ジャイアンツのライデル・マルティネスが、対中日ドラゴンズ2回戦（バンテリンドーム ナゴヤ）で今季2セーブ目を挙げ、2019年の秋吉亮（日本ハム）以来6年ぶり、NPB史上6人目となる全12球団からのセーブを記録。28歳6ヶ月での達成は史上最年少で、外国人選手では2014年のデニス・サファテ（ソフトバンク）以来11年振り史上3人目[73]。
  - 読売ジャイアンツの坂本勇人が東京国税局の税務調査を受け、2022年までの3年間で約2億4000万円の申告漏れを指摘されていたことが判明。過少申告加算税を含む追徴税額は約1億円で、既に修正申告を済ませたとみられる[74]。
- 3日
  - 東北楽天ゴールデンイーグルスの岸孝之が、対埼玉西武ライオンズ1回戦（楽天モバイルパーク宮城）で勝利投手となり新人から19年連続勝利。40歳3カ月での先発勝利は球団の日本人投手最年長[75]。また40代での先発勝利は2015年のケニー・レイ以来、球団史上2人目[76]。
    - 西武は、引き分け2つを挟んで12連敗した所沢移転初年度の1979年以来46年ぶりの開幕4連敗[77]。

  - オリックス・バファローズの平野佳寿が通算250セーブ達成。NPB史上4人目で、41歳での達成は史上最年長記録[78]。
  - 東京ヤクルトスワローズの小川泰弘が対広島東洋カープ2回戦（明治神宮野球場）で92球完封勝利。ヤクルトの投手が神宮球場で100球未満完封勝利を達成するのは1986年7月27日の対大洋ホエールズ戦での宮本賢治以来39年ぶり[79]。
  - 読売ジャイアンツが、対中日ドラゴンズ3回戦（バンテリンドームナゴヤ）で4つの犠飛を記録。巨人としては86年ぶり2度目、NPB公式戦では10度目のタイ記録。また同じ試合で中日も2つの犠飛を記録。両チーム合わせて1試合6犠飛はNPB新記録[80]。
- 4日
  - 横浜DeNAベイスターズの牧秀悟が通算100本塁打を記録。史上309人目で、プロ入り5年目での達成は桑田武、村田修一と並び、球団日本人選手最速タイ[81]。
  - 福岡ソフトバンクホークスが対埼玉西武ライオンズ1回戦（みずほPayPayドーム福岡）に0-6で敗れ、球団史上初の本拠地開幕4連敗となり最下位に転落。単独最下位はシーズン4位に終わった2013年7月24日以来、12年ぶり(4272日ぶり)[82]。
- 5日
  - 東京ヤクルトスワローズの山田哲人が通算300本塁打を記録。史上46人目[83]。また、石山泰稚が9回表に三者連続三球三振を記録。前年7月2日に広島の森下暢仁が記録して以来NPB史上21人目（23度目）で、球団では金田正一が国鉄時代の1955年6月22日の対中日戦（後楽園球場）で達成して以来70年ぶり[84]。
  - 阪神タイガースの佐藤輝明が対読売ジャイアンツ2回戦（東京ドーム）の1回表にソロ本塁打を放ち、これが史上9チーム目、球団通算8500本塁打到達となった[85]。
  - 横浜DeNAベイスターズ対広島東洋カープ2回戦（MAZDA Zoom-Zoom スタジアム広島）、11回裏にDeNAの山﨑康晃が、先頭打者の田村俊介への初球でソロ本塁打を被弾し7-8でサヨナラ負け。1球での敗戦投手は昨年8月18日の平内龍太（巨人）以来、史上28人目[86]。また、田村はこれがプロ初本塁打で、初本塁打がサヨナラ本塁打となるのは、2017年8月18日に宇佐見真吾（当時巨人）が記録して以来8年ぶり、史上43人目。球団では1990年8月14日の佐々岡真司以来35年ぶり[87]。
- 8日
  - 福岡ソフトバンクホークスは、カーター・スチュワート・ジュニアが、2月に痛めた左腹直筋の治療およびリハビリのため、アメリカ合衆国に一時帰国したことを発表[88]。
  - 埼玉西武ライオンズの中村剛也が対千葉ロッテマリーンズ1回戦（ベルーナドーム）で今季1号本塁打を放ち、自らの球団記録を更新する22年連続本塁打を記録[89]。
- 9日
  - 東京ヤクルトスワローズの石川雅規が対阪神タイガース2回戦（阪神甲子園球場）で勝利投手となり、NPB史上初となる24年連続勝利を達成[90]。
    - この試合に敗れた阪神は、1952年のフランチャイズ制後球団史上初めて、ホームで開幕5戦未勝利となった[91]。

  - オリックス・バファローズの平野佳寿がNPB通算700試合登板を達成。史上17人目[92]。
- 10日
  - 大阪府警察がオリックス・バファローズの山岡泰輔を、単純賭博罪の容疑で書類送検[93]、同月23日、大阪地方検察庁が不起訴処分とする[94]。
  - 福岡ソフトバンクホークスの周東佑京が通算200盗塁を達成。史上80人目[95]。
  - 北海道日本ハムファイターズの北山亘基が、自身の誕生日となるこの日の対東北楽天ゴールデンイーグルス3回戦（楽天モバイルパーク宮城）で今季2勝目を記録。北山は2022年にも自身の誕生日に勝利を挙げており、誕生日に2度勝利投手となるのは尾崎行雄（9月11日）が1965年、1966年に記録して以来球団史上2人目[96]。
- 11日
  - 埼玉西武ライオンズの外崎修汰が対北海道日本ハムファイターズ4回戦（エスコンフィールドHOKKAIDO）2回表、2球目にセーフティーバントを投手前に転がすも、目の前でバウンドした打球が走塁のために置きに行ったバットに当たってしまいファウルとなる珍事[97]。
    - この試合の12回裏2死から代打で登場した日本ハムの郡司裕也がサヨナラホームランを記録。代打サヨナラ本塁打はNPBでは131人目で、日本ハムでは2005年の田中賢介以来20年ぶり14人目。また両リーグの延長制限が12回となった2001年以降で、試合終了目前の12回2アウトからの代打サヨナラ本塁打は、2019年4月6日に東京ヤクルトスワローズの青木宣親が記録して以来史上2人目で、パ・リーグでは史上初[98]。

  - 福岡県警がこの日までに、違法なオンラインカジノを利用した疑いで福岡ソフトバンクホークスの関係者を福岡地検に書類送致したことが判明[99]。
- 12日
  - 福岡ソフトバンクホークスは、育成選手の山本恵大と支配下選手契約を締結したことを発表。背番号は150→77となる[100]。
  - オリックス・バファローズが対東北楽天ゴールデンイーグルス5回戦（楽天モバイルパーク宮城）に勝利し、NPBタイ記録となるビジターゲームでの開幕7連勝を記録[101]。
  - 広島東洋カープが対読売ジャイアンツ2回戦（MAZDA Zoom-Zoom スタジアム広島）で、3回裏の矢野雅哉のスクイズによる1点を守り切り1-0で勝利。スクイズが決勝点となり1-0で勝利するのは、NPBでは2016年6月18日にソフトバンクが対阪神戦で記録して以来で球団史上初[102]。
    - 巨人がスクイズによる1失点で0-1で敗北するのは、1967年9月13日の対中日戦以来58年振り[103]。
- 13日
  - オリックス・バファローズが対東北楽天ゴールデンイーグルス6回戦（楽天モバイルパーク宮城）に勝利し、前日のNPBタイ記録を更新する開幕からの敵地連勝を8に伸ばし、両リーグ最速で10勝に到達。開幕からの敵地8連勝は、フランチャイズ制が施行された1952年以降NPB新記録。両リーグ最速10勝到達は阪神、ソフトバンクと並んだ2014年以来11年ぶり、単独での到達は球団では阪急時代の1987年以来38年ぶり[104]。
- 14日
  - 読売ジャイアンツは、育成選手の笹原操希と支配下選手契約を締結したことを発表。背番号は009→69となる[105]。
  - NPBは、埼玉西武ライオンズの川野涼多の登録名を川野涼太に変更することを発表[106]。
- 15日
  - NPBは、中日ドラゴンズ二軍監督の落合英二に代わり、二軍バッテリーコーチの小田幸平が15日の対オリックス・バファローズ戦のみ監督代行を務めることを発表[107]。
  - 埼玉西武ライオンズの髙橋光成が、対オリックス・バファローズ1回戦（京セラドーム大阪）で敗戦投手となり、球団ワースト記録となる13連敗[108]。
  - 読売ジャイアンツの甲斐拓也が、対横浜DeNAベイスターズ3回戦（東京ドーム）で「2番・捕手」で先発出場。球団で2番・捕手の先発出場は1961年9月23日の国鉄スワローズ戦の藤尾茂以来、64年ぶり[109]。また自身としてはソフトバンク時代の2021年5月22日以来、3年11ヶ月振り。
  - 北海道日本ハムファイターズが、開幕から15試合連続で犠打ゼロを記録。1995年の西武ライオンズが記録した14試合を抜いて、2リーグ制後のプロ野球新記録[110]。
- 17日
  - オリックス・バファローズの山中稜真が対埼玉西武ライオンズ3回戦（京セラドーム大阪）に「1番・左翼」として先発出場し、1回裏に本塁打を記録。これがプロ初本塁打となった。プロ初本塁打が先頭打者本塁打になるのは、東京ヤクルトスワローズの並木秀尊以来38人目で、新人に限れば横浜DeNAベイスターズの神里和毅以来12人目で球団初[111]。
- 18日
  - 埼玉西武ライオンズが、対福岡ソフトバンクホークス4回戦（ベルーナドーム）で、今井達也・平良海馬の継投により、7回表の山川穂高の3塁ゴロ間に1点を許したものの被安打0の無安打有得点試合を達成。1964年5月13日に近鉄バファローズが対南海ホークス戦（大阪球場）で牧野伸・山本重政の継投により達成して以来NPB史上61年ぶり5回目[112]。
  - 千葉ロッテマリーンズの寺地隆成が対東北楽天ゴールデンイーグルス4回戦(楽天モバイルパーク宮城)でプロ初本塁打含む1試合2本塁打を記録。10代捕手の1試合2本塁打は埼玉西武ライオンズの炭谷銀仁朗以来史上4人目[113]。
  - 横浜DeNAベイスターズ二軍が、イースタン・リーグの対東北楽天ゴールデンイーグルス戦（横須賀スタジアム）で、7人の継投によるノーヒットノーランを達成[114]。
- 19日
  - 中日ドラゴンズの松山晋也がこの日の対横浜DeNAベイスターズ戦（バンテリンドームナゴヤ）で7セーブ目を記録し、チームもシーズン7勝目を記録。これにより山﨑康晃が2018年に、藤川球児とマーク・クルーンが2007年にそれぞれ達成した「チーム6勝・6セーブ」を更新し、プロ野球史上初の「チーム7勝・7セーブ」を達成した[115]。
- 20日
  - 東京ヤクルトスワローズの伊藤琉偉が対読売ジャイアンツ6回戦（明治神宮野球場）延長10回裏にサヨナラ適時打を放ち、プロ初打点を記録。プロ初打点がサヨナラ打となるのは、球団では2013年4月の三輪正義以来、12年ぶり[116]。
- 21日
  - 埼玉西武ライオンズは、NPB初となる三軍の夏季キャンプを、8月1日から12日までの間北海道美唄市で行うことを発表[117]。
- 22日
  - 横浜DeNAベイスターズでコーチ異動。大村巌野手コーチ、村田修一野手コーチがいずれも「野手コーチ兼スコアラー」となる[118]。
  - 東北楽天ゴールデンイーグルスの浅村栄斗が通算300本塁打を達成。史上47人目[119]。
- 24日
  - 中日ドラゴンズは、育成選手の近藤廉と支配下選手契約を締結したと発表[120]。翌日、NPBが近藤の背番号を70と公示[121]。
- 25日
  - 千葉ロッテマリーンズのオースティン・ボスが対北海道日本ハムファイターズ3回戦(エスコンフィールドHOKKAIDO)に先発登板し、この日の初球を日本ハムの淺間大基に本塁打にされた。ロッテは23日に行われた対埼玉西武ライオンズ4回戦(ZOZOマリンスタジアム)でもこの日の先発の種市篤暉が投じた初球を西武の西川愛也に本塁打にされており、史上初めて2試合連続で初回先頭打者初球被弾を記録したチームとなった[122]。
  - 福岡ソフトバンクホークスが、対東北楽天ゴールデンイーグルス4回戦(楽天モバイルパーク宮城)に勝利したため、指揮する小久保裕紀監督は監督通算100勝目となった。就任165試合目での大台到達は、2リーグ制以降では史上4番目のスピード記録[123]。
  - 埼玉西武ライオンズの今井達也が対オリックス・バファローズ4回戦(ベルーナドーム)に先発登板し7回を無失点に抑え、今月の投球回を30、防御率を0.30とした。月間30イニング以上投げた投手の中では稲尾和久に並ぶ球団タイ記録の防御率となった[124]。
- 26日
  - 阪神タイガースが、対読売ジャイアンツ5回戦（阪神甲子園球場）で勝利し、1948年以来77年ぶりとなる対巨人戦開幕5連勝[125]。また、同試合で阪神の大山悠輔が、通算1000試合出場を達成、史上537人目[126]。
- 27日
  - 埼玉西武ライオンズの栗山巧が通算3000塁打達成。史上64人目で41歳7ヶ月での達成は最年長タイ記録[127]。
  - 東京ヤクルトスワローズの荘司宏太が対中日ドラゴンズ6回戦（バンテリンドームナゴヤ）8回裏に登板し1イニング無失点。1996年の石井弘寿の8試合を抜いて、球団新人記録となる9試合連続無失点[128]。
- 29日
  - 中日ドラゴンズの涌井秀章が、対阪神タイガース3回戦（バンテリンドームナゴヤ）で勝利投手となり新人から21年連続勝利を達成。NPB史上4人目[129]。
  - 東京ヤクルトスワローズのピーター・ランバートが、対横浜DeNAベイスターズ2回戦(明治神宮野球場)の5回に日本タイ記録となる1イニング3暴投を記録[130]。
- 30日
  - 読売ジャイアンツの山崎伊織が対広島東洋カープ5回戦（東京ドーム）で7回無失点とし、1963年の中井悦雄、2023年の村上頌樹（共に阪神）の31イニングを更新し、セ・リーグ新記録となる開幕から35イニング連続無失点を記録[131]。
  - 中日ドラゴンズは、育成選手の岡田俊哉と支配下選手契約を締結したことを発表[132]。翌日、NPBが岡田の背番号を11と公示[133]。
    - 同日の試合にて中日はサヨナラ勝ちで勝利をおさめたため、先述の松山晋也の記録は「チーム10勝・10セーブ」で途切れることとなった[134][135]。

### 5月
- 1日
  - 東京ヤクルトスワローズは、埼玉西武ライオンズの山野辺翔を金銭トレードで獲得すること、併せて育成選手の下川隼佑と支配下選手契約を締結することを発表[136][137]。背番号は山野辺が37[138]、下川が013→69[137]。
    - 同日の対横浜DeNAベイスターズ4回戦（明治神宮野球場）で西川遥輝が通算1500試合出場を記録。史上211人目[139]。
- 3日
  - 広島東洋カープの床田寛樹が、対中日ドラゴンズ7回戦（MAZDA Zoom-Zoom スタジアム広島）で奪三振0で完封勝利。2013年4月23日の西武対ロッテ戦の牧田和久（西武）以来で、セ・リーグでは1989年9月4日のヤクルト対巨人戦の矢野和哉（ヤクルト）以来36年ぶり。球団では1982年6月16日の対中日戦の山根和夫に次いで43年ぶり5人目で左腕では史上初[140]。
  - 福岡ソフトバンクホークスは、以下の3人を新たにコーチ登録したことを発表[141]。太字は背番号。
    - 長谷川勇也スキルコーチ（打撃）：025
    - 明石健志スキルコーチ（打撃）：026
    - 菊池拓斗スキルコーチ（打撃）：027
- 7日
  - 埼玉西武ライオンズは、育成選手のモンテルと支配下選手契約を締結したと発表。背番号は119→73となる[142]。
  - 北海道日本ハムファイターズは、対オリックス・バファローズ9回戦（京セラドーム大阪）でベンチ入りした投手全員を起用して2-2で引き分けた。1試合で投手10人起用は2022年9月19日のソフトバンク以来史上6度目のNPBタイ記録で、球団としては1974年9月29日の対南海以来51年ぶり[143]。
- 8日
  - 警視庁が、オンラインカジノで賭博をしたとして読売ジャイアンツのオコエ瑠偉と増田大輝の2人を書類送検したことが判明[144]。
- 10日
  - 北海道日本ハムファイターズ対東北楽天ゴールデンイーグルス7回戦（エスコンフィールドHOKKAIDO）で楽天の村林一輝が4回表に今季両リーグ初の満塁本塁打を記録。5月以降に初満塁本塁打が出るのは、コロナ禍で開幕が6月にずれ込んだ2020年を除いて史上最遅記録[145]。また、日本ハムの万波中正が5回裏に逆転満塁本塁打。1試合で両チームが満塁本塁打を放つのは2024年6月21日の北海道日本ハムファイターズ対東北楽天ゴールデンイーグルス戦（エスコンフィールドHOKKAIDO）で、フランミル・レイエスとマイケル・フランコが記録して以来パ・リーグ史上8度目。2本ともが逆転弾となるのは史上初[146][147]。
  - 埼玉西武ライオンズのタイラー・ネビンが、対千葉ロッテマリーンズ6回戦（ベルーナドーム）の3回裏に満塁本塁打。前述の日本ハム対楽天の2本に加えこの日3本目で、1日に3本の満塁本塁打が出るのは2010年6月20日に細川亨（西武）、小谷野栄一、金子誠（ともに日本ハム）が記録して以来15年ぶり[148]。
- 11日
  - 北海道日本ハムファイターズの古林睿煬が対東北楽天ゴールデンイーグルス8回戦(エスコンフィールドHOKKAIDO)で98球完封勝利。日本ハムの外国人選手の達成は2002年4月10日のカルロス・ミラバル以来23年ぶり3人目。また、台湾出身選手がNPBでマダックスを達成するのはチェン(中日)が2011年8月17日の対巨人戦で記録して以来14年ぶり3人目[149]。
  - 埼玉西武ライオンズ対千葉ロッテマリーンズ7回戦（ベルーナドーム）で西武が10-0で勝利し、3戦連続完封勝ち。西武の同一カード3連戦連続完封勝利は、球団としては西鉄時代の1956年6月19日 - 21日の対近鉄パールス戦以来69年ぶり2度目で、ロッテの同一カード3連戦連続完封負けは大毎時代の1963年10月8日・9日（後者はダブルヘッダー）の対近鉄バファローズ戦以来62年ぶり2度目[150]。
- 12日
  - 読売ジャイアンツと福岡ソフトバンクホークスは、大江竜聖と秋広優人、リチャードによる2対1の交換トレードが成立したと発表。背番号は大江が29、秋広が52、リチャードはソフトバンク時代と同様の52で、登録名の変更もない[注 2][152]。
- 13日
  - 東北楽天ゴールデンイーグルスは、雄平2軍打撃コーチが1軍に合流し、後藤武敏、渡辺浩司両1軍打撃コーチとの3人体制となることを発表[153]。
- 14日
  - 東北楽天ゴールデンイーグルスのスペンサー・ハワードが対千葉ロッテマリーンズ10回戦(楽天モバイルパーク宮城)で来日後初登板し初勝利。楽天の外国人が初登板初先発で初勝利するのは2014年5月25日の対ヤクルト戦のトラビス・ブラックリー以来11年ぶり3人目[154]。
    - ロッテは、2012年以来13年ぶりとなるビジター戦10連敗[155]。

  - 中日ドラゴンズの涌井秀章が、対東京ヤクルトスワローズ8回戦（バンテリンドームナゴヤ）で勝利投手となり同球団で通算10勝目をマーク。所属4球団で2桁勝利を記録したのは内藤幸三、石田光彦、江夏豊、野村収に次いで5人目[注 3][156]。
- 15日
  - 北海道日本ハムファイターズの宮西尚生が対オリックス・バファローズ12回戦（エスコンフィールドHOKKAIDO）の7回に登板し、岩瀬仁紀の879試合を上回りNPB新記録となる880試合連続リリーフ登板を記録[157]。
  - 横浜DeNAベイスターズは、育成選手のハンセル・マルセリーノと支配下選手契約を結ぶことで合意したと発表。背番号は107→98となる[158]。
- 16日
  - 千葉ロッテマリーンズの木村優人が対東北楽天ゴールデンイーグルス11回戦(東京ドーム)でプロ初セーブ。木村は19歳11カ月であり10代でセーブを記録したのは2019年の平良海馬(西武)以来で、ロッテでは1974年に4セーブの三井雅晴、1988年の伊良部秀輝、1990年の前田幸長に次いで35年ぶり4人目。また、捕手の寺地も19歳8カ月。10代バッテリーでセーブを挙げたのは、1985年の渡辺久信 - 仲田秀司（西武）[注 4]以来40年ぶり2組目[159]。
  - NPBは、読売ジャイアンツのゼラス・ウィーラー巡回打撃コーチが「巡回打撃コーチ兼通訳」となったと発表[160]。
- 17日
  - 阪神タイガースの岩崎優が対広島東洋カープ8回戦（阪神甲子園球場）で今季11セーブ目を挙げ、NPB史上37人目の通算100セーブを達成。岩崎は通算151ホールドを記録しており、100セーブ・100ホールドを両方記録するのはNPB史上8人目[161]。
- 18日
  - 千葉ロッテマリーンズの西川史礁が、対北海道日本ハムファイターズ7回戦（ZOZOマリンスタジアム）延長12回裏に代打で登場しサヨナラ適時打。新人のサヨナラ安打は今年4月29日の対ロッテ戦のオリックスの麦谷祐介以来で、球団では2020年6月27日の対オリックス戦の佐藤都志也以来5年ぶり。佐藤も代打だった。新人が延長12回以降にサヨナラ安打は2001年6月20日に赤星憲広（阪神）が対巨人戦の12回に決めて以来24年ぶり。球団では毎日時代の1956年8月23日の対阪急ブレーブス戦（駒沢野球場）で須藤豊が12回に二塁打を打って以来、69年ぶり2人目[162]。
- 19日
  - 中日ドラゴンズは、小山伸一郎二軍投手統括コーチがオンラインカジノを利用していたことが判明したため、当面謹慎することを発表[163]。
- 20日
  - オリックス・バファローズの西川龍馬が通算1000試合出場達成。NPB史上538人目[164]。
  - 東北楽天ゴールデンイーグルスの浅村栄斗がこの日の対埼玉西武ライオンズ5回戦（いわて盛岡ボールパーク）を欠場し、西武時代の2015年8月8日からの連続試合出場がパ・リーグ史上最長、NPB全体では4位の1346試合で途切れる[165]。
- 21日
  - 東北楽天ゴールデンイーグルスは、前サンディエゴ・パドレスのオスカー・ゴンザレスの獲得を発表[166]。
- 22日
  - 東北楽天ゴールデンイーグルスの宗山塁が、対埼玉西武ライオンズ6回戦（楽天モバイルパーク宮城）9回裏にサヨナラ犠飛。新人のサヨナラ打は球団では2012年の岡島豪郎（2度）、2019年の辰己涼介、渡邊佳明に次ぎ4人目(5度目)。上記の麦谷と西川を含め同一リーグの新人3人がサヨナラ打を記録するのは、2023年のセ・リーグ(森下翔太、村松開人、門脇誠）以来で、パ・リーグでは1957年（平井嘉明、衆樹資宏、伊香輝男）以来68年ぶり[167]。
  - 北海道日本ハムファイターズは、育成選手の孫易磊と支配下選手契約を結んだことを発表。背番号は196→96となる[168]。
- 23日
  - 埼玉西武ライオンズの渡部聖弥が対千葉ロッテマリーンズ8回戦（ZOZOマリンスタジアム）で1試合2本塁打を記録。新人の1試合2本塁打は、球団では2006年3月29日のソフトバンク戦で炭谷銀仁朗が記録して以来19年振り[169]。
- 24日
  - 東北楽天ゴールデンイーグルスの浅村栄斗が、通算2000本安打を達成。史上56人目で、平成生まれの選手としては初[170]。
- 25日
  - オリックス・バファローズの西川龍馬が通算1000本安打を達成。史上322人目[171]。
  - 埼玉西武ライオンズの隅田知一郎が対千葉ロッテマリーンズ10回戦（ZOZOマリンスタジアム）で勝利投手となりリーグ単独トップの6勝目。西武の投手がチーム45試合目までに6勝以上を挙げたのは2018年の多和田真三郎以来だが、左腕では1964年の井上善夫、1987年の工藤公康に次いで38年ぶり3人目[注 5][172]。
  - 読売ジャイアンツの戸郷翔征が対東京ヤクルトスワローズ12回戦（東京ドーム）で勝利投手となり今季初勝利。巨人の日本人開幕投手が、7試合目で初勝利を挙げるは1966年の金田正一以来59年ぶり2番目の遅さ[173]。
  - 広島東洋カープの床田寛樹が対横浜DeNAベイスターズ11回戦（MAZDA Zoom-Zoom スタジアム広島）で自己最多を更新するシーズン3度目の完封勝利。シーズン3完封は、球団左腕では2002年の高橋建以来23年ぶり[174]。
- 27日
  - 東京ヤクルトスワローズの石山泰稚が、対中日ドラゴンズ9回戦(明治神宮野球場)で今季10セーブ目を挙げ、NPB史上38人目、球団では高津臣吾、林昌勇に次ぎ3人目となる通算100セーブを達成。100セーブ・100ホールドを両方記録するのはNPB史上9人目、ヤクルトでは史上初。36歳8ヶ月での100セーブ到達は1993年の大野豊（広島）の37歳7カ月、同年の郭源治（中日）の36歳10カ月に次ぐ3番目の年長記録。到達ペースは1981年の江夏豊（日本ハム・668試合）、1985年の山本和行（阪神・571試合）、前出の大野（564試合）、1992年の鹿取義隆（西武・557試合）に次ぐ5番目のスロー記録[175]。
  - 北海道日本ハムファイターズの孫易磊が、対福岡ソフトバンクホークス9回戦（みずほPayPayドーム福岡）で9回裏を無失点に抑え、来日初セーブ。孫は20歳3カ月で、2018年10月11日に堀瑞輝がロッテ戦でマークした20歳5カ月を抜いて球団最年少セーブとなった。外国人投手としては、2005年8月7日の横浜戦でのチェン（中日）の20歳0カ月に次いで年少2位[176]。
- 28日
  - 読売ジャイアンツのトレイ・キャベッジが対広島東洋カープ11回戦（石川県立野球場）で、NPB通算11万号となる今季7号本塁打を記録[177]。
  - 埼玉西武ライオンズが対東北楽天ゴールデンイーグルス8回戦（ベルーナドーム）に6-0で勝利し、今月7度目の完封勝ち。月間7度の完封勝ちは、2000年5月以来25年振り5度目の球団最多タイ記録[178]。
- 30日
  - 読売ジャイアンツのライデル・マルティネスが、対中日ドラゴンズ9回戦（バンテリンドームナゴヤ）で9回裏を無失点とし、2012年の山口鉄也と並び球団タイ記録、ならびに2015年のトニー・バーネット（ヤクルト）を抜いてセ・リーグ外国人投手の新記録となる開幕から24試合連続無失点を記録[179]。
    - 同時に中日所属時の2020年から6年連続の20セーブを記録。史上6人目で、外国人では2005年から2010年にかけて記録したマーク・クルーン以来史上2人目で最長タイ記録。また、チーム51試合目での20セーブ到達は2017年の松井裕樹（楽天・54試合）を抜き史上最速[180]。

  - オリックス・バファローズは、中日ドラゴンズの岩嵜翔を金銭トレードで獲得したと発表。背番号は40[181]。
- 31日
  - 東北楽天ゴールデンイーグルスは、オスカー・ゴンザレスの背番号が12に決まったと発表[182]。

### 6月
- 2日
  - 千葉ロッテマリーンズは、コーチ陣の配置転換を以下の通りに行うと発表[183]。
    - サブロー2軍監督兼統括打撃コーチ→1軍ヘッドコーチ
    - 金子誠1軍戦略コーチ→1軍チーフ守備走塁コーチ
    - 福浦和也1・2軍統括打撃コーディネーター→2軍監督、背番号→70
- 3日
  - 日本生命セ・パ交流戦開幕（～6月22日）。
  - 埼玉西武ライオンズは、育成選手の佐々木健と支配下選手契約を締結したことを発表、背番号は115→49となる[184]。
  - 東京ヤクルトスワローズが対埼玉西武ライオンズ1回戦（ベルーナドーム）で0-1でサヨナラ負けを喫し、5月18日の対横浜DeNAベイスターズ7回戦（明治神宮野球場）から13試合連続2得点以下となり1962年の国鉄、1993年の巨人の12試合を上回りプロ野球ワースト記録となる[185]。
- 4日
  - この日行われたセ・パ交流戦はパ6球団が全勝。同一リーグの1日6勝は2022年5月29日のパ・リーグ以来3年ぶり9度目[186]。
- 5日
  - 東北楽天ゴールデンイーグルスの浅村栄斗が、通算2000試合出場、史上57人目。平成生まれの選手としては初で、34歳6ヶ月での達成は歴代7位の年少記録[187]。
  - 阪神タイガースの佐藤輝明が通算100本塁打を達成、史上310人目。プロ入り5年目での達成は球団では1973年の田淵幸一に並ぶ最速記録[188]。
  - 読売ジャイアンツの大勢が対千葉ロッテマリーンズ2回戦（ZOZOマリンスタジアム）延長10回裏二死満塁からロッテの髙部瑛斗に押し出し死球を与えサヨナラ負け。巨人投手のサヨナラ押し出し死球は14年ぶり5度目[189]。
- 6日
  - 福岡ソフトバンクホークスのリバン・モイネロが、対東京ヤクルトスワローズ1回戦（明治神宮野球場）で、NPB歴代3位タイで外国人投手としては史上最多、かつ2008年の大場翔太の記録を越え球団新記録となる1試合18奪三振を記録[190]。またこの試合でヤクルトはチームワースト記録を更新する9イニング18三振を奪われ、延長10回までにチーム合計19三振を喫しながらサヨナラ勝利。延長イニングを含め19三振以上を喫したチームが試合に勝ったのは、2005年4月6日の中日ドラゴンズ（対ヤクルト、神宮）以来NPB史上約20年ぶり、球団としては1993年7月6日（対中日、ナゴヤ球場）以来約32年ぶり[191]。また両チーム合計で9イニング終了時29三振（10回30三振）はNPB史上4度目となる最多タイ記録[192]。
  - 横浜DeNAベイスターズのトレバー・バウアーが対北海道日本ハムファイターズ1回戦（横浜スタジアム）に中4日で登板し完投勝利。バウアーは前回登板も中4日で勝利投手となっていて、2試合続けて中4日以内で先発勝利を記録するのは、2010年のエリック・スタルツ（広島）以来となり、球団では大洋時代の1986年の木田勇以来、39年ぶり[193]。
- 7日
  - 読売ジャイアンツのライデル・マルティネスが、対東北楽天ゴールデンイーグルス2回戦（東京ドーム）の9回表に登板して無失点に抑え、球団新記録となる開幕から25試合連続無失点[194]。
  - 阪神タイガースの近本光司が1000本安打達成。NPB通算323人目。861試合での達成は球団では藤村富美男を抜き日本人最速、NPB全体でも日本人8位、外国人選手も含めると14位のスピード記録で、7年目の達成は日本人では長嶋茂雄（読売ジャイアンツ）ら10人の7年目に並ぶ最速タイ記録[195]。
- 8日
  - 北海道日本ハムファイターズのフランミル・レイエスが、対横浜DeNAベイスターズ3回戦（横浜スタジアム）で令和両リーグ通算8000号となる今季12号本塁打を記録[196]。
  - この日行われたセ・パ交流戦はセ6球団が全勝。4日のパ・リーグに次ぐ史上10度目でセ・リーグ球団の全勝は2018年6月9日以来、7年ぶり。同一年に両リーグが6戦全勝を達成するのは、交流戦史上初[197]。
- 9日
  - 読売ジャイアンツは、育成選手の山田龍聖と鈴木大和の両選手と支配下選手契約を締結したことを発表。背番号は山田が011→64、鈴木が003→98[198]。
- 10日
  - オリックス・バファローズの九里亜蓮が、通算1000奪三振を達成。史上158人目[199]。
  - 北海道日本ハムファイターズが対東京ヤクルトスワローズ1回戦（エスコンフィールドHOKKAIDO）に勝利し、北海道移転後通算1500勝を達成[200]。
  - 東北楽天ゴールデンイーグルスは、元ニューヨーク・ヤンキースのルーク・ボイトの獲得を発表[201]。
- 11日
  - 中日ドラゴンズの祖父江大輔が、対東北楽天ゴールデンイーグルス2回戦（楽天モバイルパーク宮城）で通算500試合登板を達成。史上112人目で、球団では、星野仙一に並ぶ歴代4位タイ[202]。また同試合で中日の石伊雄太が1試合5安打を記録。新人選手による1試合5安打はセ・リーグ史上4人目の最多タイ記録[203]。
  - 公正取引委員会は、NPBが前年の日本シリーズにおいて、裏番組として同年のMLBワールドシリーズのダイジェスト番組を放送したことを理由にフジテレビの取材パスを没収したことについて、私的独占の禁止及び公正取引の確保に関する法律（独占禁止法）違反に該当する可能性が高いとして警告を行ったと発表[204]。
- 12日
  - 東北楽天ゴールデンイーグルスは、打撃コーチの入れ替えを以下の通り実施[205]。
    - 下園辰哉2軍打撃コーチ→1軍打撃コーチ
    - 後藤武敏1軍打撃コーチ→2軍打撃コーチ

また、1軍に合流にしていた雄平2軍打撃コーチも2軍の指導に戻る。
    - この日の対中日ドラゴンズ3回戦（楽天モバイルパーク宮城）で岸孝之が勝利投手となり、交流戦の中日戦で通算10勝目。交流戦で同じチームを相手に10勝以上したのは、球団史上初。また、40歳6カ月での交流戦勝利は、球団では2015年6月6日の広島戦でケニー・レイが記録した40歳6カ月に並ぶ球団最年長[206]。
- 13日
  - 読売ジャイアンツは、育成選手の三塚琉生と支配下選手契約を締結したことを発表。背番号は031→96[207]。
  - 東北楽天ゴールデンイーグルスのスペンサー・ハワードが、対阪神タイガース1回戦（楽天モバイルパーク宮城）で勝利投手となり無傷で3勝目。楽天の新外国人投手が無傷の3連勝を果たすのは2017年のフランク・ハーマンと並ぶ2人目の最多タイ[注 6][208]。
- 14日
  - 阪神タイガースが対東北楽天ゴールデンイーグルス2回戦（楽天モバイルパーク宮城）でサヨナラ負けを喫し、1976年8月1日の広島戦～6日の中日戦にかけての5試合連続以来、49年ぶりとなる5試合連続逆転負け[209]。
  - 広島東洋カープが対北海道日本ハムファイターズ2回戦（エスコンフィールドHOKKAIDO）で出場野手9人が全員三振（計15三振）を記録。NPB史上24度目、セ・リーグ3度目で、毎回の全員三振はセ・リーグ初、NPB4度目[210]。
- 15日
  - 北海道日本ハムファイターズが対広島東洋カープ3回戦（エスコンフィールドHOKKAIDO）で0－7から逆転サヨナラ勝ち。日本ハムの7点差以上の逆転勝ちは2008年4月8日の楽天戦（0－7→8－7）以来17年ぶり5度目。また、交流戦での7点差逆転勝ちは、2010年6月2日の中日戦のオリックス（0－7→10－7）に次いで2度目の最大得点差での逆転勝ち[211]。
  - 埼玉西武ライオンズの甲斐野央が、対中日ドラゴンズ3回戦（ベルーナドーム）の8回表に登板して無失点に抑え、球団新記録となる15試合連続HPを達成[212]。
  - この日行われたセ・パ交流戦はパ6球団が全勝。1日6試合で同一リーグ6球団の全勝は8日のセ・リーグ以来、通算11度目でパは7度目。今季は4日のパ、8日のセに次いで3度目になり、同一シーズン3度は2006年の2度を上回る史上最多[213]。
  - 中日ドラゴンズは、埼玉西武ライオンズの佐藤龍世を金銭トレードで獲得したと発表[214]。
- 16日
  - 中日ドラゴンズは、小山伸一郎二軍投手統括コーチの謹慎を解除したと発表[215]。
  - 福岡ソフトバンクホークスは、豊福晃司3軍マネージャーの退団を発表[216]。
- 17日
  - NPBは、中日ドラゴンズへ移籍した佐藤龍世の背番号を65と公示[217]。
  - 埼玉西武ライオンズの今井達也が、対横浜DeNAベイスターズ1回戦（横浜スタジアム）で2004年9月1日の対ロッテ戦で松坂大輔が記録した16奪三振を抜いて球団新記録となる1試合17奪三振を達成[218]。
  - 千葉ロッテマリーンズの角中勝也が、対阪神タイガース1回戦（阪神甲子園球場）7回に代打として登場し通算1500試合出場を達成。史上212人目[219]。
  - 北海道日本ハムファイターズの達孝太が対読売ジャイアンツ1回戦（東京ドーム）で勝利投手となり、初登板の2022年9月25日の楽天戦から5連勝を果たした。先発で無傷の5連勝は2024年の武内夏暉（西武）以来史上4人目で、球団では2013年（3勝）～2014年（2勝）に記録した大谷翔平以来11年ぶり[220]。
  - 福岡ソフトバンクホークスが、対広島東洋カープ1回戦（MAZDA Zoom-Zoom スタジアム広島）に勝利、交流戦の通算成績を260勝160敗19引分とし、NPB史上初の交流戦貯金100達成[221]。
  - 東京ヤクルトスワローズ対東北楽天ゴールデンイーグルス1回戦（明治神宮野球場）で、両チームの投手計10人がホールドを記録。交流戦における延長戦での最多タイ記録[222]。
- 18日
  - 千葉ロッテマリーンズの田中晴也が、対阪神タイガース2回戦（阪神甲子園球場）5回に日本タイ記録となる1イニング3暴投を記録。史上19人目(19度目)で、パ・リーグでは11人目[223]。
  - 東北楽天ゴールデンイーグルスの瀧中瞭太が、対東京ヤクルトスワローズ2回戦（明治神宮野球場）で3打席全て四球で出塁。交流戦で投手が3四球を選ぶのは史上初[224]。
- 19日
  - 東北楽天ゴールデンイーグルスの西口直人が、対東京ヤクルトスワローズ3回戦（明治神宮野球場）の8回裏に登板して無失点に抑え、2022年の宮森智志の22試合を更新し球団新記録となる開幕から23試合連続無失点を達成[225]。
  - 埼玉西武ライオンズの甲斐野央が、対横浜DeNAベイスターズ3回戦（横浜スタジアム）でパ・リーグ2位タイとなる16試合連続ホールドを記録[222]。
  - 埼玉県警察が、オンラインカジノで賭博をしたとして埼玉西武ライオンズの外崎修汰、柘植世那、長谷川信哉、児玉亮涼の4選手と男性職員1人を賭博容疑で書類送検したことが判明[226]。
- 20日
  - 福岡ソフトバンクホークスは、育成選手の川口冬弥と支配下選手契約を締結したと発表。背番号は132→95となる[227]。
    - 同日の対阪神タイガース1回戦（阪神甲子園球場）でリバン・モイネロが、2019年の今永昇太(DeNA)、2021年の山本由伸(オリックス)が記録した33奪三振を抜いて18試合制になった2015年以降の交流戦で最多となる37奪三振を記録[228]。

  - 埼玉西武ライオンズの高橋光成が対読売ジャイアンツ1回戦（東京ドーム）で敗戦投手となり、NPBワースト記録を更新する交流戦12連敗[229]。
  - オリックス・バファローズの岩嵜翔が、対東京ヤクルトスワローズ1回戦（明治神宮野球場）で勝利投手となる。岩嵜は4月に前所属の中日ドラゴンズでも勝利投手となっており、同一シーズンに異なる2球団で勝利投手となったのは、2023年に北海道日本ハムファイターズと中日で勝利投手となった齋藤綱記以来NPB史上13人目、両リーグでの勝利に限ると齋藤以来史上10人目[230]。
  - 横浜DeNAベイスターズのハンセル・マルセリーノが対千葉ロッテマリーンズ1回戦（横浜スタジアム）でNPB初登板も、ネフタリ・ソトの頭部に死球を与え危険球により退場となる。初登板での危険球退場は、2021年6月26日に楽天の高田孝一が記録して以来史上5人目で、外国人投手では史上初[231]。
- 21日
  - 千葉ロッテマリーンズの廣池康志郎が対横浜DeNAベイスターズ2回戦（横浜スタジアム）2回裏に牧秀悟、筒香嘉智、戸柱恭孝に3者連続本塁打を浴びる。3連発を浴びた新人は、1995年10月1日の米正秀（横浜）以来30年ぶり6人目で、パ・リーグの新人では初めて。初登板では1950年の加藤一昭（中日ドラゴンズ）以来75年ぶり2人目[232]。
    - DeNAの3者連続本塁打は4年ぶりで、交流戦では球団及びセ・リーグ初。2005年の交流戦開始以降では、通算5度目[233]。

  - 阪神タイガースの大竹耕太郎が、対福岡ソフトバンクホークス2回戦（阪神甲子園球場）で勝利投手となり12球団からの勝利を記録。2023年の西勇輝（阪神）以来NPB史上21人目で、阪神在籍中の投手による達成は、野村収、久保康友、西に続く史上4人目[注 7]。交流戦開始後では、近鉄を加えた13球団勝利を記録した3人を含めて18人目。歴代3番目に少ない36勝目で、育成選手制度出身選手による達成は初[234]。
- 22日
  - 福岡ソフトバンクホークスが対阪神タイガース3回戦（阪神甲子園球場）で勝利し12勝5敗1分で、6年ぶり9度目のセ・パ交流戦優勝[235]。
    - 小久保祐紀監督は選手時代の2008、2009、2011年に交流戦で優勝しており、選手でも監督でも交流戦で優勝したのは中嶋聡、今江敏晃に次いで3人目。選手と監督を同一球団で経験したのは初[236]。
    - ソフトバンクは交流戦最下位となった東京ヤクルトスワローズに1勝2敗と負け越したが、交流戦優勝チームが交流戦最下位、もしくは対戦相手となるリーグ所属チームのうち交流戦最低順位となったチームに負け越したのは交流戦史上初。

  - 横浜DeNAベイスターズのローワン・ウィックが、対千葉ロッテマリーンズ3回戦（横浜スタジアム）の8回表に三者連続三球三振を記録。4月5日にヤクルトの石山泰稚が達成して以来でNPB史上22人目(24度目)。DeNAでは1979年6月16日の平松政次、1991年8月28日の佐々木主浩、2001年5月1日の河原隆一に次いで4人目。また、外国人投手では2011年5月24日のブライアン・ウルフ（日本ハム）、2018年5月16日、2023年6月6日のリバン・モイネロに次ぎ3人(4度)目となり、セ・リーグの助っ人では初めて[237]。
  - 埼玉西武ライオンズの武内夏暉が、対読売ジャイアンツ3回戦（東京ドーム）の2回表に犠飛でプロ初打点を挙げ、これが勝利打点に。交流戦でパ・リーグ投手のV打点は2005年の西口文也（西武）、馬原孝浩（ソフトバンク）、2013年の大谷翔平（日本ハム）、2022年の千賀滉大（ソフトバンク）、2023、2024年の山崎福也（23年オリックス、24年日本ハム）に次いで6人目（7度目）。西武では西口以来20年ぶり2人目[238]。
  - セ・パ交流戦において、雨天順延の1試合を残した時点で、パ・リーグが合計62勝（43敗2引分）となり、年18試合制となって以降最多だった2015年交流戦におけるパ・リーグの61勝を超え最多の勝利数となる。またパ・リーグ6球団が上位6位までを占め、セ・リーグ6球団が全て7位以下となることが確定。2010年以来15年ぶり2度目[239]。
- 23日
  - 埼玉西武ライオンズは、タイラー・ネビンと来季からの2年契約を締結したと発表[240]。
- 24日
  - NPBは、東北楽天ゴールデンイーグルスに加入したルーク・ボイトの支配下登録を正式に公示。背番号は9[241]。
  - 雨天中止の振替となったこの日の千葉ロッテマリーンズ対読売ジャイアンツ3回戦（ZOZOマリンスタジアム）をもって2025日本生命セ・パ交流戦全日程を終了。
    - パ・リーグが63勝43敗2分で勝ち越し20となる。セ・パ交流戦が18試合（全108試合）制となって以降、2015年の勝ち越し17（61勝44敗3分）を上回る最大の勝ち越し数で、24試合（全144試合）制だった2010年の22（81勝59敗4分）、2011年の21（78勝57敗9分）に次ぎ、2013年（80勝60敗4分）と並ぶ史上3位タイ。
    - 最終戦で敗れた読売ジャイアンツは、2006年、2015年と並び球団史上ワーストタイの交流戦11位、また2017年と並ぶ球団ワーストタイの交流戦6勝にとどまる[242]。なお坂本勇人が、栗山巧（埼玉西武ライオンズ）が持つ交流戦最多337安打を超える単独1位の338安打を記録[243]。
- 25日
  - NPBは、セ・パ交流戦の表彰球団・選手を発表[244]。
    - 優勝球団：福岡ソフトバンクホークス（賞金3000万円）
    - 最優秀選手賞：柳町達（福岡ソフトバンクホークス。打率.397(1位)、27安打(2位)。賞金200万円）
    - 優秀選手賞（賞金各100万円）
      - セントラル・リーグ： 岡林勇希（中日ドラゴンズ。28安打(1位)）
      - パシフィック・リーグ：大関友久（福岡ソフトバンクホークス。防御率0.78(1位タイ)）
- 26日
  - 東京地方検察庁は、賭博容疑で書類送検された読売ジャイアンツのオコエ瑠偉と増田大輝を不起訴処分とした[245]。
- 27日
  - 福岡ソフトバンクホークスのリバン・モイネロが、対千葉ロッテマリーンズ9回戦（ZOZOマリンスタジアム）で勝利投手となり、2016年の千賀滉大以来となる開幕7連勝[246]。
  - オリックス・バファローズが対東北楽天ゴールデンイーグルス9回戦（京セラドーム大阪）に勝利し、2リーグ制後5球団目となる通算5000勝を達成[247]。
- 28日
  - オリックス・バファローズの岩嵜翔が通算100ホールドを達成[248]。
  - 中日ドラゴンズ対広島東洋カープ10回戦（バンテリンドーム ナゴヤ）9回裏二死一、三塁の場面で、一塁走者・上林誠知が塁間で転んだふりをし、その間に三塁走者・尾田剛樹が本塁に突入したが、タッチアウトで試合終了となる珍事[注 8][249]。
  - 読売ジャイアンツのフォスター・グリフィンが対横浜DeNAベイスターズ9回戦（東京ドーム）に先発し、7回無失点で開幕から5連勝。球団の外国人投手の開幕5連勝は2016年のスコット・マシソン以来9年振りで、先発投手では2009年のディッキー・ゴンザレス以来16年振り[250]。
- 29日
  - 阪神タイガースの佐藤輝明が、対東京ヤクルトスワローズ10回戦（明治神宮野球場）8回に両リーグ最速の20号本塁打。阪神選手の両リーグ20号一番乗りは、1975年の田淵幸一、1984年の掛布雅之、1985年のランディ・バース、1990年のラリー・パリッシュ、2010年のクレイグ・ブラゼル以来、15年ぶり6人目の快挙。日本選手に限れば掛布以来41年ぶりとなり、甲子園のラッキーゾーン撤去後では初[251]。佐藤輝は5月1日に10号も両リーグトップで記録していて、阪神の選手で10、20号の両方を一番乗りは初めて[252]。
  - 読売ジャイアンツのライデル・マルティネスが対横浜DeNAベイスターズ10回戦（東京ドーム）9回表に登板して無失点に抑え、2016年の田島慎二(中日)と並んでセ・リーグ記録となる開幕から31試合連続無失点[253]。
    - チームは27日から3試合連続の完封勝利。同一カード3連戦での3試合連続完封勝利は、チームでは2020年8月18日～20日の阪神タイガース戦で記録して以来5年振りで、DeNA戦では大洋ホエールズ時代の1989年10月4日～6日にかけて記録して以来36年振り[254]。

  - オリックス・バファローズの西川龍馬と宗佑磨が、対東北楽天ゴールデンイーグルス11回戦（京セラドーム大阪）1回に2者連続本塁打。初回先頭から2者以上の連続本塁打は、オリックスでは阪急時代の1982年4月16日のロッテ戦で福本豊、簑田浩二が記録して以来、43年ぶり[255]、パ・リーグ史上22度目[注 9] [256]。
  - 北海道日本ハムファイターズの達孝太が、対埼玉西武ライオンズ11回戦（ベルーナドーム）で勝利投手となり、NPB史上初となるデビュー戦から全て先発登板で6連勝[257]。
    - 西武はこの試合4安打で敗れたがその4安打はすべてタイラー・ネビンがマーク。チームの全4安打を1人で打ったのは、1リーグ時代の1938年7月3日の山田伝（阪急）がイーグルス戦で記録して以来、87年ぶり2度目[258]。

  - 千葉ロッテマリーンズ対福岡ソフトバンクホークス11回戦（ZOZOマリンスタジアム）7回裏無死一、三塁の場面で、一塁走者のグレゴリー・ポランコがネフタリ・ソトが適時二塁打を放った際に三塁を回ろうとしたところ、慌てて止めた大塚明外野守備兼走塁コーチと接触し肉体的援助の判定でアウトとなる珍事[259]。また同試合で、ロッテの捕手・寺地隆成が1試合6補殺を記録。NPB史上10人目（10度目）の最多タイ記録[260]。
- 30日
  - 福岡ソフトバンクホークスは、球団OBのリック・バンデンハークとフリオ・ズレータを外国人育成コーチとして招聘することを発表。2人は今年の春季キャンプでも臨時コーチを務めていた[261]。背番号、指導期間は以下の通り[262]。
    - バンデンハーク：044、7月1日 - 7月27日
    - ズレータ：042、7月8日 - 7月17日

ただし、NPBの公示では、両名とも7月1日付でのコーチ登録[263]。

### 7月
- 1日
  - 政府は、6月3日に89歳で死去した読売巨人軍終身名誉監督の長嶋茂雄に従三位を贈ることを閣議決定[264]。
  - 福岡ソフトバンクホークスの有原航平が、対北海道日本ハムファイターズ11回戦（東京ドーム）で勝利投手となり12球団からの勝利を記録。NPB史上22人目[265]。ソフトバンク在籍時に達成したのは、寺原隼人（13球団勝利）、ジェイソン・スタンリッジに続き史上3人目[注 10]。
- 2日
  - 東京ヤクルトスワローズが、対広島東洋カープ9回戦（MAZDA Zoom-Zoom スタジアム広島）に敗れ、今季70試合目で自力優勝の可能性が消滅[266]。
  - 読売ジャイアンツの阿部慎之助監督が、対阪神タイガース11回戦（阪神甲子園球場）8回にベンチを出て投手交代を告げた際に、リプレー検証の結果[注 11]に抗議したことで監督就任2年目、通算219試合目にして初の退場処分を受ける[注 12]。巨人監督が退場処分を受けるのは1974年7月9日・大洋戦（川崎球場）の川上哲治監督以来51年ぶり3人目[267]。
    - 阪神は今季18度目の完封勝ちで、チーム防御率が1・98となった。この日が75試合目で開幕から75試合以上消化してチーム防御率1点台は1962年以来、63年ぶり。また、開幕75試合以内で18完封は1965年以来で、この時は71試合目に18完封を記録した[268]。
    - この試合、阪神は「奪三振ゼロ」で零封勝利。8回まで登板した先発の大竹耕太郎は、24アウト中14個をフライアウトで稼いだ。1点リードの9回を締めた岩崎優も三振を奪うことなく、スコアボードに「0」を刻んだ。「奪三振ゼロの零封勝ち」は、球団では1977年7月12日の大洋戦以来48年ぶり[注 13][269]。

  - 横浜DeNAベイスターズの井上絢登が、対中日ドラゴンズ13回戦（横浜スタジアム）初回にプロ1号となる逆転満塁本塁打。外国人選手を含め、初本塁打が満塁弾となるは2023年の北村恵吾（ヤクルト）以来94人目[注 14]。球団ではフェリックス・ミヤーン(1978年)、鈴木尚典(1994年)、北川利之(2009年)、エリアン・エレラ(2016年)、楠本泰史(2019年)に次ぎ6人目[270]。
- 3日
  - NPBは、前日の阪神タイガース対読売ジャイアンツ14回戦（阪神甲子園球場）でリクエストの映像検証後の判定に異議申し立てを行い退場処分を受けた巨人の阿部慎之助1軍監督に対し、厳重注意と10万円の制裁金を科したと発表[271]。
  - 広島東洋カープの秋山翔吾が、通算300二塁打を達成。史上79人目[272]。
  - 読売ジャイアンツのライデル・マルティネスが、対阪神タイガース15回戦（阪神甲子園球場）9回に豊田寛にサヨナラ犠飛を打たれて今季初失点を喫し、開幕からの連続無失点記録が31試合で途絶える[273]。
- 4日
  - 読売ジャイアンツが対広島東洋カープ12回戦（東京ドーム）で、トレイ・キャベッジの代打本塁打により1-0で勝利。代打本塁打が決勝打となり1-0で勝利するのは、2023年9月17日にDeNAの大田泰示が対阪神戦で記録して以来史上5度目で、外国人選手では初[274]。
- 5日
  - 阪神タイガースのジョン・デュプランティエが、対横浜DeNAベイスターズ13回戦（横浜スタジアム）で今季2度目の完封勝利。阪神の外国人投手が来日1年目で2完封以上したのは2002年のトレイ・ムーア以来23年ぶりで、右腕では1987年のマット・キーオ以来、38年ぶり。シーズン2完封以上は、2013年と2014年に3完封したランディ・メッセンジャー以来となった[275]。
  - 千葉ロッテマリーンズの山本大斗が対オリックス・バファローズ11回戦（ほっともっとフィールド神戸）4回表に今季10号本塁打を記録。育成出身選手の2桁本塁打は、2019 - 21年と2023年に記録した甲斐拓也（当時ソフトバンク）、2021年に記録した松原聖弥（当時巨人）に次いで史上3人目。また、山本は今季プロ入り初本塁打を記録しており、プロ入り初本塁打を記録した年に2桁本塁打をマークするのは、球団では1986年の古川慎一以来39年振り[276]。
  - 読売ジャイアンツが対広島東洋カープ13回戦（東京ドーム）に延長12回、0-0で引き分け。これにより東京ドームでは6月27日のDeNA戦の初回から5試合、48イニング連続で無失点となり、1963年5月に記録した本拠地での連続イニング無失点の球団記録を62年振りに更新[277]すると共に、2011年に日本ハムが札幌ドームで記録[注 15]して以来史上2度目でセ・リーグ初となる、同一球場での5試合連続無失点を記録した[278]。
  - 東京ヤクルトスワローズはドミンゴ・サンタナが、6月20日のオリックス戦で受けた死球で負傷した右前腕部の再検査のため、アメリカ合衆国に帰国したと発表[279]。
- 6日
  - 広島東洋カープの野間峻祥が、通算1000試合出場を達成。史上539人目[280]。
  - 千葉ロッテマリーンズが対オリックス・バファローズ12回戦（京セラドーム大阪）に敗れ、74試合目にして自力優勝の可能性が消滅[281]。
- 7日
  - 北海道日本ハムファイターズは、現在千葉県鎌ケ谷市にある二軍本拠地を、2030年を目処に北海道に移転することを発表。移転先については2027年までに決定する方針で、すでに札幌市・北広島市・恵庭市・江別市・千歳市・苫小牧市と協議を進めていると表明[282]。
  - 日本野球機構（NPB）と12球団の代表によるプロ野球実行委員会が開催され、2026年シーズンよりファーム（2軍）公式戦の1リーグ3地区制への再編を14日のオーナー会議に諮問することを決定[283]。
- 8日
  - 横浜DeNAベイスターズは、2024年に在籍していたマイク・フォードの獲得を発表。背番号は99[284]。
  - 福岡ソフトバンクホークスの近藤健介が通算100本塁打達成。史上311人目[285]。
  - 阪神タイガースが対広島東洋カープ13回戦（MAZDA Zoom-Zoom スタジアム広島）に6-1で勝利し、1963年以来、62年ぶりとなる9試合連続2失点以下の快挙[286]、1950年の2リーグ制以降6球団目、セ3球団目となるセ・リーグ通算5000勝を達成[287]。
    - 広島は2006年以来となる対阪神戦6連敗[288]。

  - 東北楽天ゴールデンイーグルスの西口直人が、対埼玉西武ライオンズ10回戦（ベルーナドーム）8回にタイラー・ネビンに適時二塁打を打たれて今季初失点を喫し、開幕からの連続試合無失点が歴代6位タイの26で途切れる[289]。また楽天の中島大輔が、9回に3試合連続で三塁打を放ち、2018年の源田壮亮(西武)以来となる9人目のパ・リーグタイ記録を樹立[290]。
- 9日
  - 東京ヤクルトスワローズは、育成選手の沼田翔平と支配下選手契約を締結したことを発表。背番号は015→71となる[291]。
  - 東北楽天ゴールデンイーグルスの中島大輔が、対埼玉西武ライオンズ11回戦（ベルーナドーム）6回に三塁打を放ち5日の日本ハム戦から4試合連続三塁打を達成。1960年5月8日 - 14日の長嶋茂雄（巨人）以来65年ぶりとなるプロ野球タイ記録でパ・リーグでは史上初[292]。
  - 北海道日本ハムファイターズのフランミル・レイエスが、対千葉ロッテマリーンズ12回戦（ZOZOマリンスタジアム）初回に石川柊太から満塁本塁打。初回4番打者の満塁本塁打は2024年6月9日の牧秀悟（DeNA）以来34人(37度)目。パ・リーグでは2023年8月4日のグレゴリー・ポランコ（ロッテ）以来、21人(22度)目[293]。日本ハムでは1972年9月13日・阪急戦の大杉勝男、1998年6月25日・ダイエー戦のジェリー・ブルックス、2022年7月24日・ロッテ戦の今川優馬に次いで4人目[294]。
  - 阪神タイガースが対広島東洋カープ14回戦（MAZDA Zoom-Zoom スタジアム広島）に勝利し6月28日のヤクルト戦から10連勝。阪神の2桁連勝は2023年9月の11連勝以来13度目。藤川監督は1年目で、2桁連勝した阪神の新人監督は1946年藤村富美男監督の14連勝、1958年田中義雄監督の10連勝、1982年安藤統男監督の11連勝に次いで4人目。この10連勝はすべて2失点以下で阪神が2失点以下を10試合以上続けたのは1941年4～5月の11試合、1956年6～7月の13試合に次いで3度目だが、勝敗は1941年が8勝3敗で1956年は8勝5敗。オール2失点以下の2桁連勝は1941年7月 - 8月阪急の12連勝（1分け挟む）、1943年5月 - 6月巨人の10連勝、1955年9月 - 10月巨人の10連勝に次いで史上4度目の快挙となり、阪神は初めて[295]。
- 10日
  - オリックス・バファローズの紅林弘太郎が、対福岡ソフトバンクホークス12回戦（京セラドーム大阪）で、球団通算9000号となる満塁本塁打を記録[296]。
  - 阪神タイガースの近本光司が、12球団最速で今季100安打に到達し、入団から7年連続で100安打を達成。球団では1953年から60年まで8年連続で達成した吉田義男以来2人目[297]。また佐藤輝明が、1986年 - 1998年に13年連続でマークした清原和博（西武、巨人）以来8人目、球団初の新人から5年連続60打点以上を記録[298]。
  - 埼玉西武ライオンズは、育成選手の仲三河優太と支配下選手契約を締結したことを発表。背番号は135→55となる[299]。
  - 中日ドラゴンズは、前ロサンゼルス・ドジャース傘下のマイケル・チェイビスの獲得を発表[300]。
- 11日
  - 福岡ソフトバンクホークスの山川穂高が、通算1000試合出場を達成。史上340人目[301]。
  - 埼玉西武ライオンズは、前ロサンゼルス・エンゼルス傘下のJ.D.デービスの獲得を発表。背番号は10[302]。
- 12日
  - 読売ジャイアンツは、育成選手のマレク・フルプ、入団テストを受けていた元横浜DeNAベイスターズの乙坂智の両選手と支配下選手契約を締結したと発表。背番号はフルプが037→39、乙坂が54[303][304]。
    - マレク・フルプはチェコ共和国出身であり、同国出身者の支配下契約は史上初となる[305]。
    - 同日の対横浜DeNAベイスターズ12回戦（横浜スタジアム）でフォスター・グリフィンが勝利投手となり、開幕から6連勝を記録。外国人投手の開幕6連勝は、先述した2016年のスコット・マシソンと2009年のディッキー・ゴンザレス、2006年のジェレミー・パウエルと並び球団史上最長タイ[306]。
- 13日
  - 阪神タイガースは、育成選手の早川太貴と支配下選手契約を締結したことを発表。背番号は129→31となる[307]。
  - 福岡ソフトバンクホークス対東北楽天ゴールデンイーグルス14回戦（楽天モバイルパーク宮城）6回裏無死一、二塁の場面で村林一輝の三塁ゴロを捕球したジーター・ダウンズが三塁ベースを踏み、二塁、一塁と転送して三重殺(トリプルプレー)を完成。三重殺は2022年4月27日に中日が阪神戦で記録して以来、プロ野球175度目。パ・リーグでは2022年4月10日の西武以来87度目。ソフトバンクでは2014年4月22日・日本ハム戦で記録して以来、11年ぶり[308][309]。
    - この試合で先発登板した前田悠伍がプロ初勝利。10代でのプロ初勝利は、ソフトバンクでは2012年7月7日の武田翔太以来13年ぶり[310]。

  - 広島東洋カープが、対中日ドラゴンズ14回戦（バンテリンドームナゴヤ）に2-3でサヨナラ負けを喫し15試合連続の3得点以下。球団では1959年の17試合連続以来、66年ぶり[311]。
  - 千葉ロッテマリーンズの小島和哉が、対埼玉西武ライオンズ13回戦（ZOZOマリンスタジアム）で勝利投手となり2022年8月6日から西武戦で13連勝。同一カードの13連勝以上は2021年 - 2024年に今井達也（西武）が楽天戦で記録して以来で、ロッテ投手で同一カード13連勝は、大毎時代の1958年 - 1960年に近鉄戦での小野正一に並ぶタイ記録[312]。
- 14日
  - 12球団オーナー会議が都内で開かれ、来季からイースタン・リーグ8球団とウエスタン・リーグ6球団の2リーグ制を解体し、1リーグ3地区制に再編することを承認。東地区が日本ハム、楽天、ロッテ、ヤクルト、オイシックスの5球団。中地区が巨人、西武、DeNA、中日、くふうハヤテの5球団。西地区が阪神、オリックス、広島、ソフトバンクの4球団に再編[313]。
  - 阪神タイガースは、元ニューヨーク・メッツ傘下のグラント・ハートウィグの獲得を発表。背番号は82[314]。
  - 北海道日本ハムファイターズの達孝太が対埼玉西武ライオンズ12回戦（東京ドーム）で今季6勝目を挙げ、1986年 - 1987年の松浦宏明の球団記録に並ぶ2022年のデビューから7連勝。松浦は救援勝利を含んでいたが、達は通算10試合が全て先発。初登板から全試合先発での無傷連勝は6連勝の時点でプロ野球初となっており、自身の記録を更新した[315]。
    - 同試合8回に西武の羽田慎之介が、日本ハム野村佑希への6球目に1軍公式戦で日本人左腕では史上最速となる160キロを記録[注 16][316]。
- 15日
  - 福岡ソフトバンクホークスのジーター・ダウンズが、対千葉ロッテマリーンズ12回戦（みずほPayPayドーム福岡）7回に1号2ラン本塁打。球団の外国人選手の本拠地での本塁打は、2022年9月23日のロッテ戦（ペイペイD）でアルフレド・デスパイネが放って以来3年ぶり、2024年4月に「みずほPayPayドーム福岡」に改称されてからは初めて[317]。
  - 東北楽天ゴールデンイーグルスの辰己涼介が、対オリックス・バファローズ12回戦（京セラドーム大阪）6回にスコア1－4の3点差を逆転する自身初の満塁本塁打。楽天選手の満塁本塁打は5月10日の村林一輝（対日本ハム）以来、球団通算46本目。逆転の満塁弾は10本目で、過去9本は1点差が2本、2点差が7本。3点差からの逆転満塁本塁打は球団史上初。楽天の先発9番打者が満塁本塁打を放ったのも初めて[318]。
- 16日
  - 横浜DeNAベイスターズは、元阪神タイガースの藤浪晋太郎の獲得を正式発表。背番号は27[319]。
  - 広島東洋カープの大瀬良大地が、対横浜DeNAベイスターズ13回戦（MAZDA Zoom-Zoom スタジアム広島）2回に通算1500投球回に到達。史上185人目[320]。
  - オリックス・バファローズが対東北楽天ゴールデンイーグルス13回戦（京セラドーム大阪）9回に中川圭太の本塁打でサヨナラ勝ちし、田嶋大樹が完封。サヨナラ勝ちで完封勝利は2024年9月10日・西武戦の伊藤大海（日本ハム）以来で、オリックスでは1999年9月25日・西武戦の星野伸之以来26年ぶり。同試合は日高剛の左安で決まったが、今回のようにサヨナラ本塁打で完封したのは、阪急時代の1977年5月1日のクラウン戦で、延長10回にボビー・マルカーノのサヨナラ弾で1－0完封した山口高志以来、球団48年ぶり。パ・リーグでは6月1日のフランミル・レイエス（対ロッテ）以来27度目・プロ史上72度目[321][322]。
- 17日
  - 広島東洋カープ対横浜DeNAベイスターズ14回戦（MAZDA Zoom-Zoom スタジアム広島）が降雨により3度の中断。1968年6月2日、サンケイ―中日戦（東京）の1時間58分が降雨による中断時間のリーグ最長記録及び、2リーグ制以降のプロ野球最長だった1963年8月29日、南海―阪急戦（大阪）の2時間14分を更新する合計2時間21分間の中断(試合はコールドゲームとなり1-1の引き分け)[323]。
  - 千葉ロッテマリーンズの上田希由翔が、対福岡ソフトバンクホークス14回戦（北九州市民球場）6回にプロ初本塁打を放つも、6－2とリードを広げた6回2死満塁で雨脚が強まり、この試合2度目の中断をはさむも天候は回復せずコールドゲームとなり4点が取り消されたため幻に。「幻の本塁打」は2017年6月9日のクリス・マレーロ（オリックス）以来21本目。本塁打取り消しは走者を追い越したケースが多く、コールドゲームで取り消しは1949年4月27日の山川武範（巨人）、1984年7月19日の簑田浩二（阪急）、1987年8月9日のボブ・ホーナー（ヤクルト）に次いで38年ぶり4本目になる。初本塁打が取り消されたのは、1976年4月29日の行沢久隆（日本ハム）、2017年のマレーロに次いで3本目[注 17][324][注 18]。
    - 同試合でロッテの寺地隆成が初めて4番で先発出場。10代の先発4番は2024年10月5日の仲田侑仁（広島＝19歳2カ月）以来で、パ・リーグでは1986、1987年に計56試合出場の清原和博（西武）以来38年ぶり。ロッテでは毎日時代の1955、1956年の榎本喜八に次ぎ69年ぶり2人目。また、10代捕手の先発4番は、1957年の山本八郎（東映）以来68年ぶり[326]。
- 18日
  - 北海道日本ハムファイターズは、育成選手の宮内春輝と支配下選手契約を締結したことを発表。背番号は162→97となる[327]。
- 19日
  - 横浜DeNAベイスターズは、昨年まで中日ドラゴンズに在籍していた、メキシカンリーグ、ドスラレドス・オウルズのダヤン・ビシエドを獲得したこと、ジョフレック・ディアスに対してウエイバー公示の手続きをしたことを発表。ビシエドの背番号は66[328][329]。
  - 東北楽天ゴールデンイーグルスが、対北海道日本ハムファイターズ15回戦（楽天モバイルパーク宮城）に敗れ今季85試合目で自力優勝の可能性が消滅[330]。
    - この試合で先発登板した日本ハムの伊藤大海が、2年連続の2ケタ10勝に到達。両リーグトップでの到達は、球団では久保田治(1961年)、尾崎行雄(1962年)、高橋直樹(1979年)、金石昭人(1992年)、西崎幸広(1996年)、岩本勉(1998年)、ダルビッシュ有(2009,2011年)、大谷翔平(2015年)以来9人目、10度目[331]。

  - 読売ジャイアンツが、対阪神タイガース16回戦（東京ドーム）に敗れ今季87試合目で自力優勝の可能性が消滅[332]。
- 20日
  - 阪神タイガースが、対読売ジャイアンツ17回戦（東京ドーム）で勝利して今シーズン対読売戦13勝4敗とし、球団史上初となるオールスター前での対読売戦勝ち越しを決めた[333]。また、同試合で佐藤輝明が4回表に三振し、両リーグ最速で100三振に到達。新人年から5年連続での100三振以上は広沢克己（1985年 - 1992年の8年連続）以来、NPB史上2人目の記録[334]。
    - セ・リーグは2位以下が借金で前半戦を終了することが確定。前半戦終了時に2位以下がオール借金は2019年（首位・巨人）以来6度目。これまでのセ2位のシーズン最低勝率は2016年の巨人と2019年のDeNAの.507（71勝69敗3分け）。勝率5割未満の2位は史上初[335]。

  - 埼玉西武ライオンズが、対福岡ソフトバンクホークス17回戦（ベルーナドーム）に敗れ今季87試合目で、自力優勝の可能性が消滅[336]。
  - 広島東洋カープが、対東京ヤクルトスワローズ12回戦（明治神宮野球場）に敗れ開幕から87試合目にして、自力優勝の可能性が消滅[337]。
- 21日
  - 阪神タイガースの大山悠輔が通算1000本安打達成。史上324人目[338]。
  - 横浜DeNAベイスターズの東克樹が、対中日ドラゴンズ17回戦（バンテリンドームナゴヤ）で勝利投手となりリーグ最速で10勝に到達。DeNAでリーグ10勝一番乗りは2014年の井納翔一以来7人目、8度目。左腕では1993年の野村弘樹以来、32年ぶり2人目。3年連続2ケタ勝利は1996 - 1998年の野村以来球団27年ぶり。また対中日戦も2023年4月30日から10連勝となり、同一カードでの2ケタ連勝は1997～2000年に阪神戦で10連勝を記録した三浦大輔（現監督）以来。対中日戦では秋山登が1961 - 1962年に12連勝して以来63年ぶりとなった[339][340]。
  - 東京ヤクルトスワローズの山田哲人が対広島東洋カープ13回戦（明治神宮野球場）で今季5号の本塁打を放ち、池山隆寛の球団記録に並ぶ通算304本塁打を記録。平成生まれの選手が通算本塁打の球団記録保持者となるのは初[341]。
    - 同試合でヤクルトが2点を追う9回裏、二死一、三塁で赤羽由紘の放った左翼ポール際への打球が一旦は三塁打と判定されるも、審判団によるビデオ判定の結果、判定が覆りサヨナラ本塁打となる。2010年のリプレー検証導入後、ビデオ判定で結果が覆ってサヨナラ本塁打となったのは初[342]。

  - セ・リーグでは、前半戦終了時点で打率3割超の打者が0人。データが残る1959年以降で、球宴前に打率3割打者が不在となったのは、両リーグを通じて初[343]。
- 22日
  - 阪神タイガースは、四国アイランドリーグplus・高知ファイティングドッグスのラファエル・ドリスの再獲得を発表。背番号は85[344]。阪神に在籍した選手で、他球団に移籍したのち再度阪神に所属（復帰）したケースは、2016年の藤川球児（現阪神一軍監督）以来9年ぶり12人目、外国人選手では初[345]。
- 23日
  - オールスターゲーム第1戦（京セラドーム大阪）で、オリックスの宮城大弥が勝利投手となり、頓宮裕真がMVPを獲得。本拠地球団の選手が勝利投手とMVPは、広島市民球場の1966年第3戦の大羽進と古葉竹識（広島）、甲子園球場の1972年第3戦の江夏豊と池田祥浩（阪神）、広島市民球場の1978年第1戦の松原明夫とエイドリアン・ギャレット（広島）、マツダスタジアムの2015年第2戦前田健太と會澤翼（広島）、楽天生命の2021年第2戦の宋家豪と島内宏明（楽天）に次いで6組目、パ2組目[注 19][346]。また、頓宮は球団としては前身の阪急ブレーブス時代のブーマー・ウェルズ（1988年）以来、オリックスとしては初のMVPを受賞[347]。一方、セ・リーグではスタメンで3番・森下翔太、4番・佐藤輝明、5番大山悠輔（いずれも阪神）が出場し、オールスターゲームでクリーンアップ3人全員が同一球団というケースは史上5度目、阪神としては初であった[348]。このほか、3回表から登板したリバン・モイネロ（ソフトバンク）が4回表で2者を打ち取った直後にグラブを右利き用にスイッチ、打者サンドロ・ファビアン（広島）に対し右投げを披露、サードフライに打ち取った[349]。
    - 甲斐拓也（読売ジャイアンツ）と上林誠知（中日ドラゴンズ）が出場し、いずれも両リーグからのオールスターゲーム出場を果たす。それぞれ史上87、88人目[350]。
- 24日
  - 中日ドラゴンズは、マイケル・チェイビスの背番号が23に決まったと発表[351]。
  - オールスターゲーム第2戦（横浜スタジアム）で、パシフィック・リーグが10-7で勝利。パ・リーグはオールスターゲーム史上2度目の5イニング連続得点を達成[352]。
    - 九里亜蓮（オリックス・バファローズ）が出場し、両リーグからのオールスターゲーム出場を果たす。史上89人目。
    - 頓宮裕真（オリックス・バファローズ）がオールスターゲーム史上40本目の代打本塁打。
    - 森下翔太（阪神タイガース）が、2試合制で史上3人目の最多タイ記録となる3二塁打。
- 25日
  - 福岡ソフトバンクホークスは、育成選手の宮﨑颯と支配下選手契約を結んだことを発表。背番号は165→85となる[353]。
  - 埼玉西武ライオンズは、育成選手の佐藤太陽と支配下選手契約を締結したことを発表。背番号は128→38となる[354]。
  - 千葉ロッテマリーンズは、育成選手のスティベン・アセベドと支配下選手契約を締結したことを発表。背番号は140→69となる[355]。
- 26日
  - 阪神タイガースが、対横浜DeNAベイスターズ15回戦（阪神甲子園球場）で今シーズン21度目の完封勝利。1シーズンでチーム21度目の完封勝利は、球団としては1970年に記録した22度（当時は130試合制）以来55年ぶり[356]。
  - 横浜DeNAベイスターズは、育成選手の橋本達弥と支配下選手契約を結んだことを発表。背番号は035→35となる[357]。
- 27日
  - 福岡ソフトバンクホークスの近藤健介が通算300二塁打達成。史上80人目[358]。
  - 横浜DeNAベイスターズが、対阪神タイガース16回戦（阪神甲子園野球場）に敗れ開幕から90試合目にして、自力優勝の可能性が消滅。また同日に中日ドラゴンズも敗れたことで、阪神タイガースに最短で29日にも優勝マジック40または41が点灯することとなった[359]。
- 28日
  - 広島東洋カープは、育成選手の前川誠太、辻大雅の両選手と支配下選手契約を締結したことを発表。背番号は前川が127→93、辻が125→98となる[360]。
- 29日
  - 読売ジャイアンツは、育成選手の菊地大稀と支配下選手契約を締結したことを発表。背番号は001→68となる[361]。
  - 阪神タイガースが、対広島東洋カープ16回戦（阪神甲子園球場）で今シーズン22度目の完封勝利。1シーズンでチーム22度目の完封勝利は、球団としては1970年に記録した22度（当時は130試合制）に並ぶ55年ぶりの記録[356]。また、阪神は今月5度目の完封勝利で、3か月連続の月間5完封以上（5月8度、6月7度、7月5度）を達成。過去3か月連続で月間5完封以上を記録したのは、1943年8～10月と1955年7～9月の読売ジャイアンツ、1965年6～9月の阪神タイガース、2024年5～7月の中日ドラゴンズに次いでNPB5度目の記録[362]。
- 30日
  - オリックス・バファローズは、育成選手の横山楓、入山海斗の両選手と支配下選手契約を締結したことを発表。背番号は横山が123→52、入山が032→68[363]。
  - 阪神タイガースが、対広島東洋カープ17回戦（阪神甲子園球場）で7月6度目、今シーズン23度目の完封勝利。
    - シーズン23度の完封勝利は1965年以来60年ぶり[364][356]。
    - 対広島東洋カープ戦で引き分けを挟まず10連勝は球団史上初[365]。
    - 当日はセ・リーグ2位以下で唯一自力優勝の可能性が残っていた中日ドラゴンズが読売ジャイアンツに敗れたことで、阪神タイガースに優勝マジック39が点灯[364]。なお、現日程での最短優勝日は8月27日[366]。
    - 2リーグ制後、7月中の優勝マジック点灯は2024年7月30日の福岡ソフトバンクホークス以来、11度目。阪神は2003年、2008年に次いで3度目で、ソフトバンク（前身の南海ホークス時代を含む）と並び最多。藤川球児監督は1年目であり、新人監督の優勝マジック点灯日としては2024年の小久保監督（ソフトバンク）と並び、2リーグ制後最速。また、7月中に優勝マジックが点灯した過去10チームのうち9チームは優勝しており、唯一優勝を逃したのが2008年の阪神であった[366]。

  - 東京ヤクルトスワローズが、対横浜DeNAベイスターズ14回戦（横浜スタジアム）で勝利し、2022年6月以来3年ぶりの8連勝。借金26からの8連勝であり、借金20以上あったチームによる8連勝は史上初[367]。
    - 同試合で山田哲人が2回に6号本塁打を放ち、球団単独1位となる通算305本塁打を記録[368]。

  - 千葉ロッテマリーンズの西川史礁が対東北楽天ゴールデンイーグルス15回戦（ZOZOマリンスタジアム）にプロ入り初めて4番でスタメン出場し、4回裏に岸孝之からプロ入り初本塁打を記録。初めて4番に座った試合で本塁打を放つのは、2021年5月2日の佐藤輝明（阪神）以来で、パ・リーグでは1986年10月7日の清原和博（西武）以来39年振り。また、球団では毎日オリオンズ時代の1950年に戸倉勝城が記録して以来75年振り。更に、4番初試合でプロ入り初本塁打を放ったのは、前述の戸倉、1958年の森徹（中日）以来、2リーグ制後では3人目[369]。
- 31日
  - 横浜DeNAベイスターズの佐野恵太が、対東京ヤクルトスワローズ15回戦（横浜スタジアム）2回裏に、球団通算8500号となる今季8号本塁打を記録[370]。また、牧秀悟が今季100本目の安打を放ち、球団では桑田武以来史上2人目となる、新人から5年連続の100安打&2桁本塁打を記録した[371]。
  - 東北楽天ゴールデンイーグルスは、ニック・ターリーのウェーバー公示申請手続きを行ったこと、育成選手の辰見鴻之介と支配下選手契約を締結したことを発表。辰見の背番号は078→82となる[372][373]。
    - 同日の対千葉ロッテマリーンズ16回戦（東京ドーム）に、ルーク・ボイト、オスカー・ゴンザレス、マイケル・フランコの外国人野手3人がスタメン出場。外国人野手3人がスタメン出場するのは、球団では2018年6月15日の阪神戦にオコエ・ディクソン、ジャフェット・アマダー、ゼラス・ウィーラーが出場して以来7年振り[374]。

  - 東京ヤクルトスワローズは、フィラデルフィア・フィリーズ傘下から自由契約の青柳晃洋の獲得を発表。背番号は99[375]。
  - 埼玉西武ライオンズは、育成選手の浜屋将太と支配下選手契約を締結したことを発表。背番号は111→90となる[376]。
  - 千葉ロッテマリーンズは、育成選手の吉川悠斗と支配下選手契約を締結したことを発表。背番号は127→91となる[377]。
  - NPBは、同日をもって、同年の補強期間が終了したことを公示[378]。同年は、最終的にトレードは4件成立し、12球団で合計39人が育成選手から新たに支配下登録され、合計14人が外国人選手として新しく支配下登録される結果となった[379]。
  - 北海道日本ハムファイターズの達孝太が対福岡ソフトバンクホークス16回戦（エスコンフィールドHOKKAIDO）で敗戦投手となり、自身の持つNPB記録のプロ初登板から全て先発での連勝記録が7で止まる[380]。
  - 読売ジャイアンツの森田駿哉が対中日ドラゴンズ16回戦（バンテリンドーム ナゴヤ）10回裏にプロ入り初登板するも、ジェイソン・ボスラーにサヨナラ打を浴び敗戦投手となる。プロ入り初登板した投手がサヨナラ打を浴び敗戦投手となるのは、2リーグ制後球団史上初、NPBでは2024年3月31日、埼玉西武ライオンズ糸川亮太が対東北楽天ゴールデンイーグルス戦（楽天モバイル）延長11回にプロ初登板し、サヨナラ打を浴びプロ初黒星となって以来[381]。
    - この試合の結果により中日ドラゴンズの自力での優勝が復活し、前日に点灯していた阪神タイガースの優勝マジックが消滅。優勝マジックが点灯翌日に消滅するのは、2リーグ制以降では球団初、NPBでは2024年福岡ソフトバンクホークス以来[382]。

### 8月
- 1日
  - 読売ジャイアンツは、ドミニカ共和国で行ったトライアウトを受験していた、フランシス・グズマン投手とクリスチャン・フェリス内野手を育成契約で獲得したことを発表。背番号はグズマンが042、フェリスが049[383]。
  - オリックス・バファローズ対北海道日本ハムファイターズ16回戦（京セラドーム大阪）の試合開始時刻が、日本ハムの選手が搭乗予定だった航空便の機材トラブルによる遅延などの影響で球場入りが遅れたため、18時から18時15分に変更となるトラブル[384]。
  - 横浜DeNAベイスターズの桑原将志が通算1000安打達成。史上325人目[385]。
  - 埼玉西武ライオンズが、対千葉ロッテマリーンズ14回戦（ベルーナドーム）に11-2で勝利。ロッテ先発小島和哉に対し2022年8月から続いていた連敗を13で止める[386]。
    - 同試合で源田壮亮が3回裏に通算59本目となる三塁打を放ち、秋山翔吾の58本を更新し球団新記録をマーク[387]。
    - 同試合1回裏にタイラー・ネビン、4回裏にJ.D.デービスが本塁打を記録。西武の外国人野手2人が同じ試合で本塁打を記録するのは、2007年9月19日のオリックス戦でアレックス・カブレラとジェフリー・リーファーが記録して以来18年ぶりで、新外国人選手では2001年にカブレラとスコット・マクレーンが15回記録して以来24年ぶり[388]。

  - 阪神タイガースが、対東京ヤクルトスワローズ14回戦（明治神宮野球場）で3-2で勝利。阪神以外のセ・リーグチームで唯一自力優勝の可能性があった中日ドラゴンズが敗戦したことで、阪神に優勝マジック36が再点灯。最初の優勝マジック点灯から1日で消滅、1日で再点灯は1997年の西武ライオンズ以来、28年ぶり。セ・リーグでは今回の阪神が初[389]。
- 2日
  - 福岡ソフトバンクホークスの近藤健介が、対東北楽天ゴールデンイーグルス16回戦（みずほPayPayドーム）で1試合5四球のパ・リーグタイ記録。パ・リーグでは2020年9月27日レオネス・マーティン（千葉ロッテマリーンズ）以来7人、8度目。NPB記録は1991年10月13日落合博満（中日ドラゴンズ）の6四球[390]。
  - 埼玉西武ライオンズの西川愛也が、対千葉ロッテマリーンズ15回戦（ベルーナドーム）で1試合6打数6安打。ただし、6安打目は延長10回裏に出たものであり、NPBでは1試合複数安打の参考記録となる。NPB記録は1949年11月9日の大陽戦での大下弘（東急フライヤーズ）が9回までで放った7安打[391]。
  - 阪神タイガースの近本光司がセ・リーグ最速で2025年シーズンの規定打席（443打席）に到達。近本は入団から7年連続で規定打席に到達しており、阪神では吉田義男（13年連続）、藤井栄治（8年連続）に次ぐ3人目の記録[392]。
- 4日
  - 北海道日本ハムファイターズは、北山亘基の背番号を57→15へ変更することを発表[393]。日本ハムにおいて背番号15は、2023年まで上沢直之（現・福岡ソフトバンクホークス）が付けて以来となる[394]。
  - セントラル・リーグは理事会を開き、2027年シーズンからのDH制導入を決定[395]。来季（2026年）とせず2027年としたのは、選手のスカウト活動などチーム編成を考慮してのことで、2026年は「猶予期間」とする[396]。
- 5日
  - 横浜DeNAベイスターズの佐野恵太が通算100本塁打を記録。史上312人目[397]。
  - オリックス・バファローズが、対東北楽天ゴールデンイーグルス14回戦（楽天モバイルパーク宮城）でサヨナラ負けを喫し、自力優勝の可能性が消滅[398]。
  - 阪神タイガースのグラント・ハートウィグが、対中日ドラゴンズ13回戦（バンテリンドーム ナゴヤ）で2点ビハインドの7回裏に来日初登板し1イニングを無失点に抑え、直後にチームが逆転したため来日初勝利を記録。来日初登板初勝利は球団では2022年4月16日の巨人戦でアーロン・ウィルカーソンが記録して以来で、救援投手では球団史上初[399]。
- 7日
  - 東京ヤクルトスワローズの石川雅規が対読売ジャイアンツ16回戦（東京ドーム）で今季初安打を放ち、新人の2002年から24年連続安打を記録。24年連続安打は投手では三浦大輔（1993年～2016年）に次いで史上2人目で、新人からでは投手としてNPB史上初。また、新人からの24年連続安打は野手を含めても張本勲（1959年～1981年）、衣笠祥雄（1965年～1987年）、門田博光（1970年～1992年）の23年連続を抜き、谷繁元信（1989年～2015年）の27年連続に次ぐNPB史上単独2位[400]。
  - 福岡ソフトバンクホークスの松本晴が、対千葉ロッテマリーンズ17回戦（ZOZOマリンスタジアム）で勝利投手となるも1試合3失策を記録。投手の1試合3失策は、1957年8月22日の小野正一（毎日オリオンズ）以来68年ぶり7人目のNPBワーストタイ記録で、3失策しながら勝利投手となったのは小野以来史上3人目[401]。
  - 埼玉西武ライオンズの古賀悠斗が、対北海道日本ハムファイターズ17回戦（エスコンフィールドHOKKAIDO）で1試合8捕殺を記録。それまで最多記録であった1試合6捕殺を抜きNPB新記録[402]。
- 8日
  - 阪神タイガースの佐藤輝明が、対東京ヤクルトスワローズ17回戦（京セラドーム大阪）で、両リーグ最速のシーズン30号本塁打。阪神の選手がシーズン30本塁打を達成したのは、2010年クレイグ・ブラゼル以来15年ぶり、生え抜き選手では1985年掛布雅之・岡田彰布以来40年ぶり[403]。阪神で両リーグ30号一番乗りは2010年ブラゼル以来6人目・7度目で、日本人では1982年掛布に次いで43年ぶり3人目、4度目。佐藤は10号、20号も両リーグ一番乗りであり、10号、20号、30号を全て両リーグ一番乗りで記録したのは2021年村上宗隆（東京ヤクルト）以来で、阪神では初。さらに8日時点での本塁打リーグ2位は森下翔太（阪神）と牧秀悟（DeNA）の16本で、佐藤輝明とは14本差。30号到達時に2位と差をつけたのは、1966年王貞治（巨人）と2位江藤慎一（中日）の17本差に次ぎ、2009年中村剛也（埼玉西武）と2位山﨑武司（東北楽天）の14本差に並ぶ史上2番目の大差[404]。
- 9日
  - 福岡ソフトバンクホークスの松本裕樹が通算100ホールド達成、NPB史上54人目[405]。
  - オリックス・バファローズが、対千葉ロッテマリーンズ17回戦（ZOZOマリンスタジアム）で、外国人選手を規定の最大4人を超える5人ベンチ入りさせる登録ミスが発生。試合開始前に5人のうちオリバレスを外し、4人にして試合続行[406]。
  - 阪神タイガースの石井大智が、対東京ヤクルトスワローズ18回戦（京セラドーム大阪）で、9回表に登板し三者凡退に抑え、38試合連続無失点とし、2006年の藤川球児（阪神）に並ぶセ・リーグタイ記録を達成[407]。
  - 読売ジャイアンツの坂本勇人が対横浜DeNAベイスターズ18回戦（横浜スタジアム）で今季10本目となる二塁打を放ち、24二塁打した高卒2年目の2008年から18年連続2桁二塁打を記録。　18年連続2桁二塁打は王貞治（21年連続）、張本勲（20年連続）、福本豊（19年連続）、金本知憲（19年連続）に次いでNPB歴代5位。長嶋茂雄の17年連続（1958年～1974年）を抜き、右打者では初の快挙となった[408]。
- 11日
  - 福岡ソフトバンクホークスが対北海道日本ハムファイターズ19回戦（みずほPayPayドーム福岡）で勝利し、同一カード3連勝すると同時に、同球場で12連勝。本拠地での12連勝以上は球団史上4度目で、同球場では2005年6月14日から7月15日にかけ12連勝して以来20年ぶり2度目。また先発の大関友久が勝利投手となりシーズン10勝を達成。前日登板したモイネロ、前々日登板した有原航平もそれぞれ10勝目を達成しており、チームで3試合連続でシーズン10勝達成者が誕生したのは、NPB史上、1980年の広島東洋カープ（7月26日福士敬章・27日北別府学・31日山根和夫）、2023年の阪神タイガース（9月8日村上頌樹・9日大竹耕太郎・10日伊藤将司）に続き3例目で、3日連続は阪神以来2度目、パ・リーグ史上初[409]。
  - 中日ドラゴンズの松山晋也が、対読売ジャイアンツ17回戦（東京ドーム）9回裏に登板して無失点に抑え3年目で初のシーズン30セーブを記録。育成ドラフト出身でシーズン30セーブ以上は、2014年に31S、2015年に34Sの西野勇士（ロッテ）に次いで2人目。また、シーズン30セーブの年少記録は2015年松井裕樹（楽天、33S）の20歳があるが、中日では1990年に25歳シーズンで31Sの与田剛に並ぶ最年少[410]。
- 13日
  - 阪神タイガースの石井大智が、対広島東洋カープ20回戦（マツダスタジアム）で、9回表に登板し無失点に抑え、セ・リーグ新記録並びに2021年の平良海馬（埼玉西武）に並ぶNPBタイ記録となる39試合連続無失点を達成[411]。
- 15日
  - 中日ドラゴンズの中田翔が、今シーズン限りでの現役引退を発表[412]。
  - 福岡ソフトバンクホークスが、対千葉ロッテマリーンズ18回戦（みずほPayPayドーム福岡）で勝利し、本拠地13連勝。同球場では2005年の12連勝を超える新記録、球団史上では南海時代の1965年に当時の本拠地大阪球場で開幕から5月25日まで19連勝、同27日の1敗を挟んで6月1日から7月14日まで15連勝して以来60年ぶり3度目[413]。
  - 読売ジャイアンツのライデル・マルティネスが、対阪神タイガース19回戦（東京ドーム）9回裏に登板し無失点に抑え通算200セーブを達成。史上11人目、外国人投手では2017年のデニス・サファテ(ソフトバンク)以来2人目。通算348試合目での200セーブ到達は佐々木主浩（横浜）の370試合を上回るNPB最速。また、28歳10カ月での到達は松井裕樹（楽天）の27歳5カ月に次ぐ2番目の年少記録[414]。
    - 同試合で阪神の近本光司が、初回に左前安打を放ち長嶋茂雄以来2人目となる新人から7年連続シーズン130安打に到達[415]。
    - 同試合6回に代打坂本勇人が3ラン、7回に代打中山礼都が2ラン本塁打。坂本の代打本塁打は2016年9月8日阪神戦で藤川球児から打って以来2本目で、中山は初めて。巨人が1試合で2本の代打本塁打は、1996年9月20日中日戦で清水隆行と吉村禎章が記録して以来、29年ぶり7度目。今回のように2本とも走者を置いての代打本塁打は球団史上初めて[416]。
- 16日
  - この日の読売ジャイアンツ対阪神タイガース20回戦（東京ドーム）は、6月3日に死去した読売巨人軍終身名誉監督の長嶋茂雄の追悼試合として行われ、巨人の監督・コーチ・選手は全員、長嶋の背番号である「3」がプリントされた特別ユニフォームを着用[417]。
  - 横浜DeNAベイスターズの竹田祐が、対中日ドラゴンズ19回戦（バンテリンドームナゴヤ）でプロ初登板初先発し初勝利。球団のドラフト1位投手では2006年山口俊以来、19年ぶり[418]。
- 17日
  - 横浜DeNAベイスターズのダヤン・ビシエドが対中日ドラゴンズ20回戦（バンテリンドームナゴヤ）で、本塁打を放ち全球団本塁打を達成。史上48人目で、外国人選手では2021年ウラディミール・バレンティン（ソフトバンク）以来17人目[419]（なお、ビシエドはFA権を取得しているため日本人選手扱い）。
  - 阪神タイガースの石井大智が、対読売ジャイアンツ21回戦（東京ドーム）で、8回裏に登板し無失点に抑え、2021年の平良海馬（西武）が持つNPB記録を更新しNPB新記録となる40試合連続無失点を達成[420]。ちなみにMLBでも40試合連続無失点が最長記録（2名が達成）だが、いずれも2シーズンに跨った記録であり、1シーズンで40試合連続は日米ともに初[421]。また、試合は阪神が勝利し、今季の東京ドームでの戦績を9勝3敗とし球団最多勝利記録を更新[422]。
  - オリックス・バファローズの廣岡大志が対埼玉西武ライオンズ19回戦（京セラドーム大阪）でサヨナラ本塁打を記録。今季オリックスでは廣岡を含め5人がサヨナラ本塁打を記録しており、1シーズン5本のサヨナラ本塁打は2015年の福岡ソフトバンクホークス以来10年振りで、球団では阪急時代の1969年に6本放って以来56年振り。また、1シーズンに5人がサヨナラ本塁打を記録するのは2008年の埼玉西武ライオンズ以来17年振り[423]。
  - 北海道日本ハムファイターズの伊藤大海が、新人から5年連続で規定投球回（143回）に到達。1969～1973年の金田留広に続く球団タイ記録[424]。
- 18日
  - 埼玉西武ライオンズは、トレイ・ウィンゲンターと来季の契約を締結したことを発表[425]。
- 19日
  - 読売ジャイアンツの丸佳浩が対東京ヤクルトスワローズ17回戦（明治神宮野球場）でサイクルヒットを達成。史上72人目、77度目で、球団では2008年9月3日の対広島戦で小笠原道大が達成して以来17年振り[426]。
- 20日
  - 福岡ソフトバンクホークスが、対埼玉西武ライオンズ22回戦（みずほPayPayドーム福岡）に勝利し貯金30到達。ソフトバンクは5月1日の借金7からの到達で、借金7以上から貯金30は、1リーグ制時代の1948年の読売ジャイアンツ（借金9→貯金30 [注 20]）、1988年の中日ドラゴンズ（借金7→貯金33）、2012年の読売ジャイアンツ（借金7→貯金44）に次いでNPB史上4度目、パ・リーグ史上初。また監督の小久保裕紀は、2015～2017年の工藤公康（ソフトバンク）以来2人目となる監督1年目から2年連続貯金30到達[注 21][427]。

## 予定

### 10月
- 4日：ファーム日本選手権
- 11日：クライマックスシリーズファーストステージ
- 15日：クライマックスシリーズファイナルステージ
- 25日：SMBC日本シリーズ（～11月2日）
- 日付未定：ドラフト会議

### 11月
- 26日：NPB AWARDS

※これらの予定は、変更・日程の変更・中止の可能性がある。

## 監督人事

### シーズン開幕までの変更
| チーム     | 新任監督 | 前任監督         | 前職                              |
| ---------- | -------- | ---------------- | --------------------------------- |
| 阪神       | 藤川球児 | 岡田彰布         | 阪神Special Assistant（特別補佐） |
| 中日       | 井上一樹 | 立浪和義         | 中日二軍監督                      |
| 楽天       | 三木肇   | 今江敏晃         | 楽天二軍監督                      |
| オリックス | 岸田護   | 中嶋聡           | オリックス投手コーチ              |
| 西武       | 西口文也 | 渡辺久信（代行） | 西武二軍監督                      |

## 競技結果

### セ・パ交流戦
| 順位 | 球団                         | 勝 | 敗 | 分 | 勝率 | 差   |
| 1位  | 福岡ソフトバンクホークス     | 12 | 5  | 1  | .706 | 優勝 |
| 2位  | 北海道日本ハムファイターズ   | 11 | 7  | 0  | .611 | 1.5  |
| 3位  | オリックス・バファローズ     | 11 | 7  | 0  | .611 | 1.5  |
| 4位  | 埼玉西武ライオンズ           | 10 | 8  | 0  | .556 | 2.5  |
| 5位  | 千葉ロッテマリーンズ         | 10 | 8  | 0  | .556 | 2.5  |
| 6位  | 東北楽天ゴールデンイーグルス | 9  | 8  | 1  | .529 | 3.0  |
| 7位  | 広島東洋カープ               | 9  | 9  | 0  | .500 | 3.5  |
| 8位  | 阪神タイガース               | 8  | 10 | 0  | .444 | 4.5  |
| 9位  | 中日ドラゴンズ               | 8  | 10 | 0  | .444 | 4.5  |
| 10位 | 横浜DeNAベイスターズ         | 7  | 11 | 0  | .389 | 5.5  |
| 11位 | 読売ジャイアンツ             | 6  | 11 | 1  | .353 | 6.0  |
| 12位 | 東京ヤクルトスワローズ       | 5  | 12 | 1  | .294 | 7.0  |

### 月間MVP
|         | セントラル・リーグ | セントラル・リーグ | セントラル・リーグ | セントラル・リーグ | パシフィック・リーグ | パシフィック・リーグ | パシフィック・リーグ | パシフィック・リーグ |
|         | 投手               | 球団               | 野手               | 球団               | 投手                 | 球団                 | 野手                 | 球団                 |
| ------- | ------------------ | ------------------ | ------------------ | ------------------ | -------------------- | -------------------- | -------------------- | -------------------- |
| 3・4月  | 山﨑伊織           | 巨人               | 岡本和真           | 巨人               | 隅田知一郎           | 西武                 | 太田椋               | オリックス           |
| 5月     | 村上頌樹           | 阪神               | 牧秀悟             | DeNA               | 今井達也             | 西武                 | T.ネビン             | 西武                 |
| 6月     | J.デュプランティエ | 阪神               | S.ファビアン       | 広島               | L.モイネロ           | ソフトバンク         | 西川龍馬             | オリックス           |
| 7月     | 東克樹             | DeNA               | 細川成也           | 中日               | 有原航平             | ソフトバンク         | F.レイエス           | 日本ハム             |
| 8月     |                    |                    |                    |                    |                      |                      |                      |                      |
| 9・10月 |                    |                    |                    |                    |                      |                      |                      |                      |